# Francis Drake

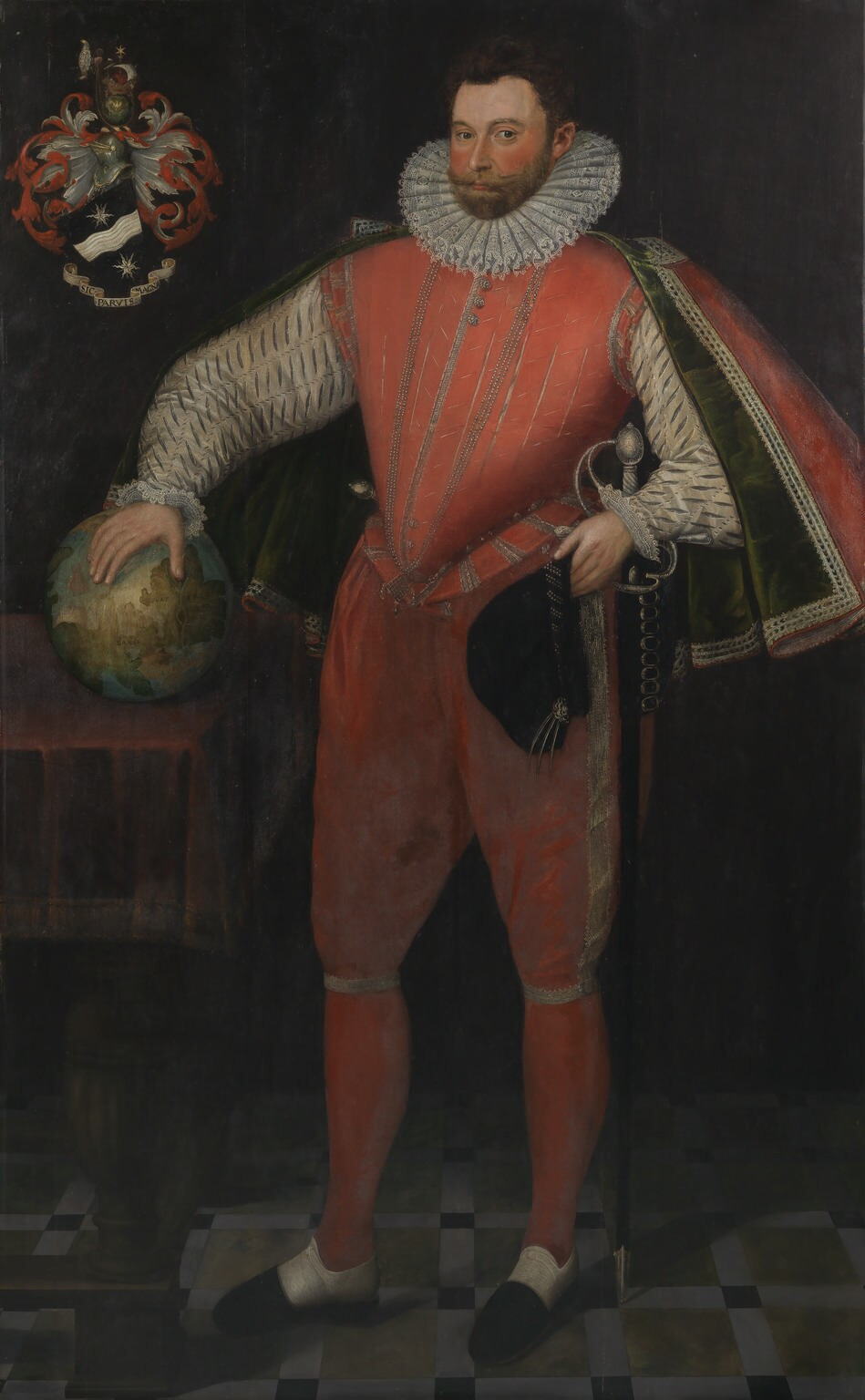
Sir Francis Drake, Porträt eines unbekannten Künstlers, nach 1580. National Portrait Gallery (London)

Sir Francis Drake (* um 1540 in Tavistock, Devon; † 28. Januar 1596 bei Portobelo, Panama) war ein englischer Freibeuter und Entdecker, später Vizeadmiral und der erste englische Weltumsegler.

## Frühe Karriere

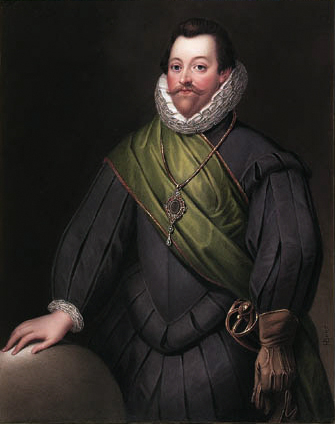
Francis Drake in einer Darstellung von Henry Bone, 1829

### Kindheit und Jugend
Francis Drake wurde etwa 1540 in Crowndale, England (in der Nähe von Tavistock im Borough West Devon der Grafschaft Devonshire) als ältestes von zwölf Kindern geboren. Sein genaues Geburtsdatum ist, wie bei vielen seiner Zeitgenossen, nicht bekannt. Er wuchs in einer protestantischen Bauernfamilie auf, die bei einem katholischen Aufstand von ihrem Land vertrieben wurde und nach Upnor (nordöstlich von Rochester in der Grafschaft Kent) flüchtete. Da der Bruder Thomas von Drakes Vater Edmund als Erbe vorgesehen war, mussten Francis und seine Brüder bereits in jungen Jahren selbst für ihr Auskommen sorgen. Sein Vater, der in Upnor als Pastor arbeitete, brachte ihm Lesen und Schreiben bei, bevor Francis mit etwa 13 Jahren seine Ausbildung zum Seemann begann.

### Seemannsausbildung
Zunächst als Schiffsjunge, dann als Matrose und schließlich als Steuermann fuhr er auf einem kleinen Küstenschiff zwischen Plymouth, Frankreich und den Spanischen Niederlanden. Der Schiffer war kinderlos geblieben und sah in Drake so etwas wie einen Adoptivsohn. Von ihm lernte Drake die Kunst des Navigierens. Bevor der Schiffer verstarb, vermachte er dem jetzt etwa 20-jährigen Drake sein Schiff. Zu diesem Zeitpunkt verhängte Spanien ein Embargo über die englischen Kaufleute, welche die Niederlande anliefen. Man warf ihnen vor, den Protestantismus zu verbreiten. Damit war auch Drakes Aussicht auf finanzielle Unabhängigkeit und Wohlstand schlagartig beendet. Er betrieb das geerbte Schiff zwar noch eine Zeit lang, war dann aber wohl gezwungen, es zu verkaufen und sich stattdessen bei seinem Vetter John Hawkins zu verdingen. So fuhr er auf einem Handelsschiff seines Vetters als Zahlmeister auf einer Reise nach Nordostspanien (1564).

### Erste Unternehmungen
Wegen Spaniens Embargo stellte Königin Elisabeth I. englischen Schiffsverbänden Kaperbriefe aus, die es erlaubten, spanische Schiffe zu entern und deren Warenbestand – teilweise auch zugunsten der englischen Staatskasse – zu übernehmen. An solchen Aktionen beteiligte sich auch der Kapitän James Lovell.

#### Erfahrungen im Sklavenhandel und Piraterie
Am 9. November 1566 begann Lovells Fahrt zu den Kapverdischen Inseln, an der Francis Drake als Offizier teilnahm. Während dieser Unternehmung wurde eine Reihe spanischer und portugiesischer Schiffe aufgebracht. Diese Akte der Piraterie bedeuteten für Drake die Erfahrung seines ersten „Seegefechtes“. Das Unternehmen bestand im Wesentlichen aus dem Versuch, das vom spanischen König Philipp II. gehaltene Monopol auf den Sklavenhandel zu unterlaufen. Im Rahmen des atlantischen Dreieckshandels wurden an der Küste Westafrikas schwarzafrikanische Sklaven eingekauft, in Schiffe gepfercht und in die Karibik transportiert, um sie an die dortigen spanischen Siedler zu verkaufen.
Den Siedlern war es seitens der spanischen Krone streng untersagt, mit den englischen Protestanten Handel zu treiben. Das Verbot hatte jedoch nur wenig Wirkung. Fern vom Einfluss des Mutterlandes nahmen die Siedler den Engländern die Sklaven bereitwillig ab. Lovells Reise war dennoch ein finanzieller Fehlschlag, weil sich der zuständige Gouverneur von Rio de la Hacha, der königliche Schatzmeister Miguel de Castellanos, weigerte, auf das Einfuhrverlangen der Engländer einzugehen. Rio de la Hacha (das heutige Riohacha) war zwar nur eine winzige Ortschaft an der Küste des heutigen Kolumbiens, stellte aber damals einen der beiden Zugangspunkte für das kolumbianische Hochland dar (der andere war Santa Marta).

#### Erste Konflikte mit Spanien
Nicht lange nach Drakes Rückkehr wurde ein weiteres Unternehmen vorbereitet, diesmal durch seinen Vetter John Hawkins. Das Ziel war das gleiche wie bei der Fahrt Lovells: die Versklavung von Afrikanern, um diese, unter Umgehung des spanischen Handelsmonopols, an die Siedler in Mittelamerika zu verkaufen. Sechs Schiffe verließen den Plymouth Sound am 2. Oktober 1567 mit insgesamt 408 Personen an Bord. Nachdem in der Nähe der Kapverdischen Inseln die portugiesische Karavelle Gracia Dei erobert worden war, übernahm Drake das Kommando über das Schiff. Bei einem Angriff auf eine Siedlung am Fluss Tagarin (heutiger Name Peninsula) in Sierra Leone im Januar 1568 wurden 250 Schwarzafrikaner gefangen genommen und versklavt. Danach segelte die Flotte in die Karibik und lief dort zunächst die kleine Insel Dominica und anschließend Borburata (im heutigen Venezuela) an. Der Gouverneur weigerte sich jedoch, mit den Engländern zu handeln.
Drake wurde zu diesem Zeitpunkt zum Kapitän der nur 50 Tonnen großen Judith ernannt. Im Juni 1568 erreichte die Flotte Rio de la Hacha. Die Spanier feuerten auf die als Vorhut geschickte Judith, worauf Drake das Haus des Gouverneurs beschießen ließ. Die Engländer blockierten nun den Hafen und zwangen den Gouverneur Miguel de Castellanos zum Handel. Hawkins konnte 200 seiner Sklaven verkaufen. Im Juli 1568 lief Hawkins Santa Marta an. Nachdem Hawkins’ Musketiere in die Luft gefeuert und so einen Angriff vorgetäuscht hatten, gelang es ihm, weitere 110 Sklaven zu verkaufen. Der vermeintliche Angriff sollte den örtlichen spanischen Beamten ermöglichen, sich später geschickt aus der Affäre zu ziehen. Zu diesem Zeitpunkt waren noch 57 Sklaven an Bord von Hawkins’ Schiffen. Ein Versuch, auch die restlichen Sklaven „loszuwerden“, diesmal in Cartagena, misslang.
Auf der Rückreise gerieten die Schiffe in einen schweren Sturm. Nach schweren Wassereinbrüchen in Hawkins’ Flaggschiff erreichte man nur noch mit Mühe und Not den kleinen Hafen von San Juan de Ulúa (→ Der Konflikt von San Juan de Ulúa). Nachdem einige Tage später die spanische Silberflotte in den Hafen eingelaufen war, wurde mit dem an Bord befindlichen neuen Vizekönig von Neuspanien, Martín Enríquez de Almansa, eine Waffenruhe vereinbart, die jedoch von den Spaniern gebrochen wurde. Beim Gefecht am 23. September 1568 wurden mit Ausnahme der Minion und der Judith alle englischen Schiffe vernichtet. Das spanische Admiralsschiff und eines der spanischen Handelsschiffe wurden versenkt. Hawkins gelang die Flucht an Bord der Minion. Drake entkam an Bord der Judith. Beide Schiffe gelangten im Januar 1569 zurück nach England. Von den 408 Besatzungsmitgliedern der englischen Schiffe überlebte jedoch nur eine Handvoll. Jene, die nicht schon bei dem eigentlichen Gefecht getötet wurden, wurden entweder gefangen genommen und fielen der spanischen Inquisition zum Opfer, oder sie starben an Hunger, Durst und Erschöpfung auf der strapaziösen Rückreise.

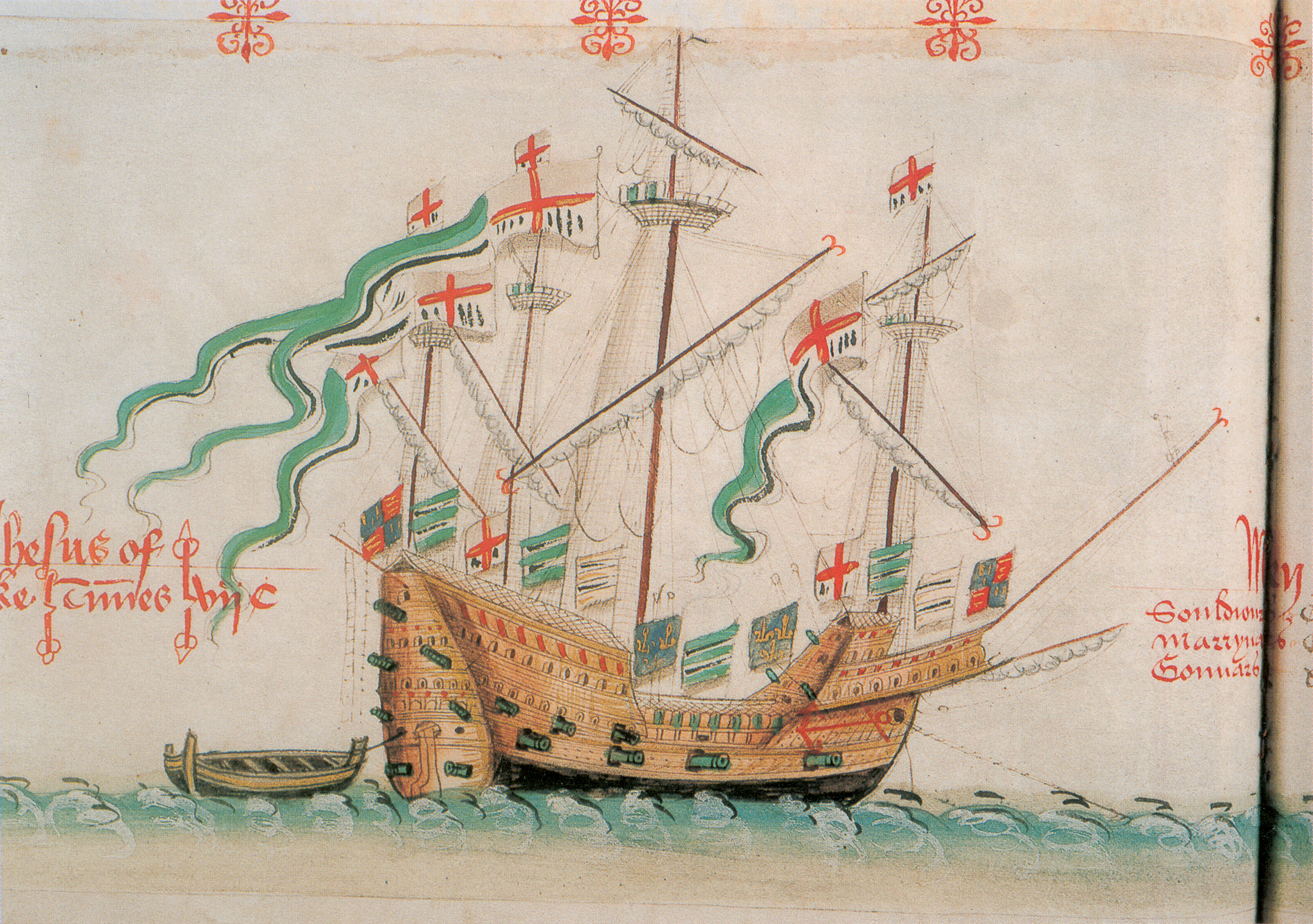
Die Jesus of Lübeck auf einer Flottenliste von 1546 (Anthony’s roll, Pepys Library, Magdalene College, Cambridge)

John Hawkins machte Drake im Nachhinein Vorwürfe und behauptete, er habe ihn und seine Kameraden im Stich gelassen. Die Frage nach den möglichen Hilfen, die Drake mit seinem nur 50 Tonnen schweren Schiff, das nur mit sehr leichter Bewaffnung ausgerüstet und ohnehin schon mit Überlebenden der Jesus of Lübeck überladen war, überhaupt hätte leisten können, blieb unbeantwortet. Der Zwischenfall trug damals wesentlich dazu bei, dass sich die Stimmung in England gegen Spanien wandte. Für Drake war er für seine zukünftige Einstellung von entscheidender Bedeutung. Seit dieser Unternehmung hegte Drake einen sehr persönlichen Hass auf König Philipp II. von Spanien und ganz besonders auf dessen Statthalter in Neuspanien, den Vizekönig Martín Enríquez de Almansa. Rückblickend kann man davon sprechen, dass sich Drakes Aversionen nach und nach in einen sehr persönlichen Privatkrieg gegen die spanische Krone steigerten.

## Piraterie unter eigenem Kommando

### Erste Kaperfahrten (1570–1571)

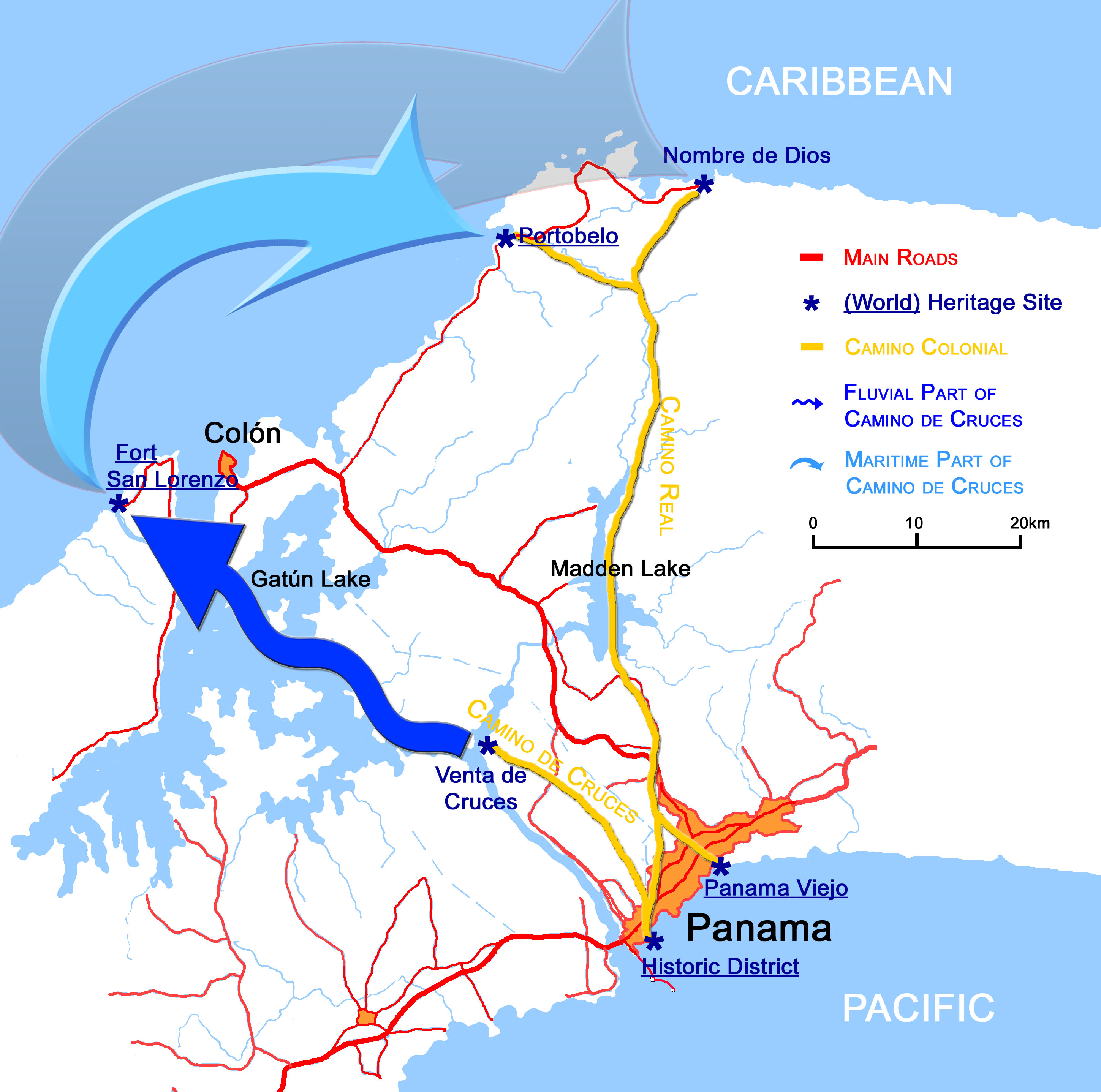
Wichtige koloniale Handelswege in Panama

Am 4. Juli 1569 heiratete Drake in der Kirche zu St. Budeaux in der Nähe von Plymouth. Die Ehe mit Mary Drake blieb kinderlos. 1570 bereitete Drake eine erste Kaperfahrt in die Karibik vor. Die Reise selbst war wohl ereignislos. Drake behauptete später, sie habe dem Zweck der Aufklärung gedient.
Kurze Zeit später, ebenfalls noch 1570, folgte eine zweite Fahrt. Hierbei verfügte Drake über die winzige Swan mit 25 Tonnen. Westindien erreichte er im Februar 1571. Am 21. desselben Monats griffen Drakes Männer eine spanische „Frigata“ (vom Schiffstyp eines portugiesischen Küstensegelboots mit zwei Masten) an, wobei mehrere Spanier getötet oder verwundet wurden. Drake ließ eine Note an Bord des ausgeplünderten Schiffes zurück:
„An den Kapitän und die Besatzung dieser ‚Frigata‘. Wir waren überrascht, dass ihr in dieser Art und Weise vor uns davonlieft, und euch auch später geweigert habt, mit uns unter unserer Parlamentärsflagge zu sprechen, nachdem ihr uns nun kennt und vor einigen Tagen selber erlebt habt, dass wir unter unserer Parlamentärsflagge niemandem Schaden zufügen, sondern nur wünschten, mit euch zu sprechen. Und da ihr euch geweigert habt, mit uns unter unserer Parlamentärsflagge ohne Bosheit und Schaden zu sprechen, findet ihr euer Schiff nun durch eure eigene Schuld verwüstet. Jenen, die kommen, um unter unserer Parlamentärsflagge höflich mit uns zu reden, tun wir keinen Schaden; und jene, die nicht (mit uns reden) sind selber schuld. Glaubt auch nicht, dass wir uns vor jenen Schiffen [das Wachgeschwader unter Diego Flores de Valdes] fürchten; mit der Hilfe Gottes wird es sie ihr Leben kosten, bevor sie über uns triumphieren. Nun habt ihr den Beweis dafür, dass es besser gewesen wäre, mit uns zu sprechen – denn in eurer ‚Frigata‘ gab es nicht mehr als den Gegenwert von vier Silber-Real. Ausgeführt von Engländern, die wohlgesinnt sind, falls ihnen kein Grund für das Gegenteil gegeben wird. Falls uns ein Grund für das Gegenteil gegeben wird, werden wir eher Teufel als Menschen sein – gez. Francis Drake.“
Als Nächstes lief Drake Venta Cruces an, einem Zwischenort für den Transport der spanischen Gold- und Silberausbeute aus Südamerika auf der Camino de Cruces. Hier erbeutete er ca. 100.000 Pesos in Handelswaren. Anfang Mai erreichte er Bastimentos, wo rund ein Dutzend kleinerer Schiffe ausgeplündert wurden. Hierbei wurden Handelswaren im Wert von weiteren 150.000 Pesos erbeutet. Am 8. Mai 1571 wurde ein spanisches Depeschenboot erobert, wobei zwei Spanier getötet und mindestens sieben verwundet wurden. Ein spanischer Mönch wurde danach nackt ausgezogen und von den englischen Seeleuten verhöhnt. Gegen Ende Mai wurden weitere spanische Schiffe gekapert, wobei die Beute diesmal gut 400.000 Dukaten betrug. Die offizielle Auflistung der angerichteten Schäden belief sich auf 160.000 Pesos, was bei dem damals üblichen Wechselkurs von 8 Schilling 3 Pence dem Gegenwert von 66.000 Pfund in Tudor-Währung entsprach. Zu diesem Zeitpunkt hörte König Philipp II. von Spanien zum ersten Mal etwas von Drake und seinem offensichtlichen Privatkrieg. Die Spanier nannten Drake fortan El Draque, was in etwa der spanischen Aussprache des Namens entspricht. Die Reise stellte den Beginn der englischen Piraterie in der Karibik dar.

### Die zweite große Kaperfahrt in die Karibik (1572–1573)
Am 24. Mai 1572 begann die nächste Unternehmung. Diesmal hatte Drake zwei Schiffe zur Verfügung, die Swan mit 25 Tonnen und die Pasco mit 70 Tonnen. Insgesamt befanden sich 73 Personen an Bord beider Schiffe. Darunter waren auch zwei seiner Brüder, John und Joseph.

#### Überfall auf Nombre de Dios

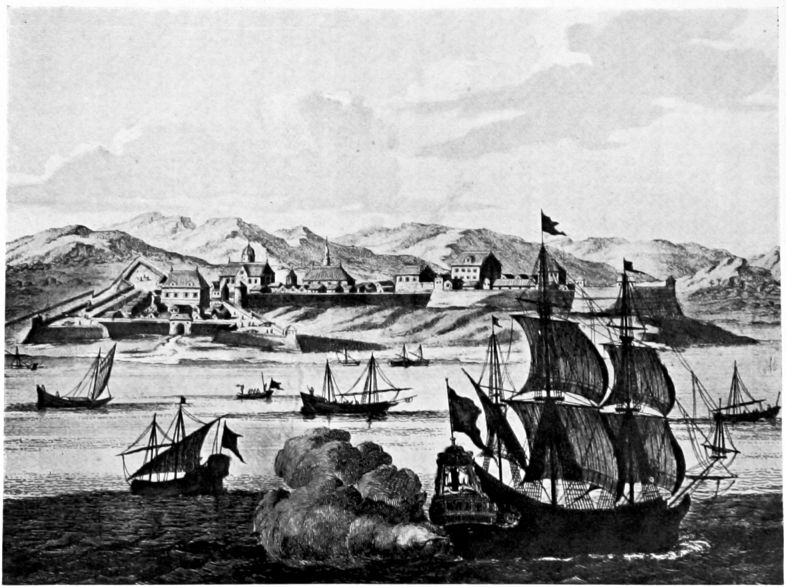
Nombre de Dios in einer Darstellung von Peter Schenk in Hecatompolis, 1702

Einige Zeit nach der Ankunft der englischen Schiffe in der Karibik traf Drake auf den englischen Kapitän James Raunse. Letzterer hatte an John Hawkins’ Unglücksreise nach San Juan de Ulúa als Kommandeur des Handelsfahrers William and John teilgenommen, hatte die Reise jedoch vorzeitig abgebrochen und war nach England zurückgekehrt. Drake und Raunse taten sich zusammen und beschlossen, Nombre de Dios anzugreifen, einen weiteren Hauptknotenpunkt für den Transport von Gold und Silber nach Spanien. Zu diesem Zeitpunkt bestand die englische Streitmacht aus rund 100 Mann.
Der Angriff begann am 28. Juli 1572 zwischen 2 und 3 Uhr morgens. Nach einem kurzen Scharmützel mit der örtlichen Miliz waren Drake und seine Leute praktisch im Besitz der Ortschaft. In einem Lagerhaus fand sich ein Stapel Silberbarren, „70 Fuß lang, 10 Fuß breit und 12 Fuß hoch … die einzelnen Barren hatten ein Gewicht von 35 bis 40 Pfund“.
Drake erlitt bei dem Angriff eine Schussverletzung am Bein, die er jedoch zunächst verbarg. Aufgrund des Blutverlustes brach er jedoch zusammen. Daraufhin brachen die Seeleute die Aktion ab, aus Furcht, ohne Drake verloren zu sein.
Am Morgen des 29. Juli zogen sie sich auf die Insel Bastimentos zurück. Der Bürgermeister (Alcalde) von Nombre de Dios schickte einen Emissär und ließ nachfragen, ob es sich bei Drake „um denselben Drake handele, der schon einmal in dieser Gegend gewesen sei und der sich durch seine Menschlichkeit einen Ruf erworben habe“. Außerdem wollte er wissen, ob die Pfeile der Engländer vergiftet gewesen seien und ob Drake Lebensmittel benötige. Die Antwort war wie folgt:
„Unser Kapitän, obgleich er glaubte, dass dieser Soldat nur ein gewöhnlicher Spion sei, behandelte ihn dennoch sehr höflich und antwortete ihm auf die Fragen seines Herren, dass er sehr wohl jener Drake sei und dass es nie seine Praxis sei, seine Pfeile zu vergiften; die Spanier könnten ihre Verwundeten durch gewöhnliche Medizin heilen … was die angebotenen Lebensmittel betreffe, so hätte die Insel Bastimentos genug zu bieten, und dass ihm lediglich nach etwas von jener besonderen Ware dürste, die dieses Land zu bieten habe“ [Gold und Silber], „um sich und seine Gesellschaft zu befriedigen. Daher riet er dem Bürgermeister, seine Augen offen zu halten, denn falls Gott ihm Leben und Gesundheit verleihe, würde er gerne etwas von dem ernten, welches sie“ [die Spanier] „gesät hätten, welches sie aus der Erde holten, um damit Unglück über die gesamte Erde zu bringen.“
Der Bote wurde zurückgeschickt „so überladen mit englischen Geschenken, dass er erklärte, er sei noch nie in seinem Leben so geehrt worden“. Die Verteidigung in Nombre de Dios wurde nachträglich verstärkt und die benachbarten Ortschaften alarmiert. James Raunse hatte genug und segelte nach Hause. Drake hingegen segelte nach Cartagena. Am 15. August 1572 fuhr er in den Hafen und erbeutete zwei Schiffe. Da die Swan jetzt zu einer Belastung wurde, wurde sie versenkt. Drake übertrug das Kommando über die Pasco seinem Bruder und zog selbst auf eine der mitgeführten kleinen Pinassen um.

#### Fort Diego und die Blockade von Cartagena
Zu diesem Zeitpunkt entschloss er sich, Kontakt mit den Cimarrones aufzunehmen, entflohenen schwarzen Sklaven, auf die er vorher schon vereinzelt gestoßen war und die zu jener Zeit eine erheblich größere Gefahr für die spanischen Kolonisten darstellten als die gelegentlichen Piratenüberfälle oder die Indios, mit denen Drake ebenfalls in Berührung kam. Ein ehemaliger Sklave namens Diego war in Nombre de Dios geflohen und Drake gefolgt. Er blieb auch weiterhin bei Drake und kehrte mit diesem nach England zurück (Diego nahm später an Drakes Weltreise teil und dürfte damit der erste Afrikaner gewesen sein, der eine Weltumsegelung vollbrachte). Dass ein Mensch, der aus seiner Heimat als Sklave von Europäern entführt worden war, sich nach dieser Erfahrung freiwillig einem Mann wie Drake anschloss, belegt, dass Francis Drake anders dachte als sein Vetter John Hawkins, für den Schwarze „nicht einmal Menschen“ waren. Von diesem Zeitpunkt an hatte Drake wohl einen ausgeprägten Respekt vor Menschen anderer Hautfarbe oder Kultur.
Drakes Bruder John brach zusammen mit Diego auf, um nach den Cimarrones zu suchen. Nachdem der Kontakt hergestellt war, trafen zwei Gruppen von Cimarrones ein. Am 14. September wurde eine Allianz geformt, und die Ausarbeitung detaillierter Pläne begann. Auf einer Insel einige Seemeilen vor der Küste östlich des Vorgebirges von Cativa wurde ein Fort errichtet und nach seinem Architekten Fort Diego getauft. Drake überließ dann das Kommando seinem Bruder John und segelte nach Cartagena, um Lebensmittel und Informationen zu beschaffen. Einige Tage später tauchte ein spanisches Schiff auf. John Drake, bewaffnet mit einem abgebrochenen Degen und einem Kissen als Schild, wurde bei dem Versuch, das Schiff zu erobern, von einem spanischen Musketier angeschossen.
Den Herbst 1572 verbrachten Drake und seine Leute damit, den Hafen von Cartagena praktisch zu blockieren. Dabei achtete er immer darauf, dass die Gefangenen sicheres Land erreichten. Dabei mussten die Spanier gelegentlich vor dem Hass der Cimarrones geschützt werden. Am 27. Oktober trieb Drake eine spanische „Frigata“ auf den Strand. Das Schiff hatte eine Ladung Gold und Silber an Bord. Der Versuch, das Schiff zu übernehmen, scheiterte jedoch, als mehrere hundert spanische Kavalleristen auftauchten. Nach der Rückkehr nach Fort Diego brach unter der Besatzung Gelbfieber aus. Innerhalb von zehn Tagen starben 10 Besatzungsmitglieder. Am Ende waren fast 40 Prozent der Seeleute der Krankheit zum Opfer gefallen. Unter den Toten befand sich auch Joseph, der zweite von Drakes Brüdern. Zum Schrecken der Seeleute führte Drake in der Hoffnung, eine Todesursache zu ergründen, ergebnislos eine Obduktion an der Leiche seines Bruders durch.

#### Überfall auf eine spanische Karawane vor Panamá
Drake wandte sich nun seinem eigentlichen Ziel zu. Er plante einen Überfall auf einen der regelmäßigen Karawanentransporte, der über den Isthmus von Panama Gold und Silber an die Karibikküste zur Verschiffung nach Spanien transportierte.
Ungefähr zu diesem Zeitpunkt zeigten die Cimarrones Drake einen hohen Baum, in den sie Kletterrungen eingeschnitten hatten. Der Baum wurde von ihnen als Beobachtungsturm genutzt. Von diesem Baum konnte Drake auf der einen Seite die Karibik sehen und auf der anderen Seite Panamá und den Pazifischen Ozean. Er tat in dem Moment einen Schwur: „Er bat den Allmächtigen in seiner Güte darum, ihm (ein langes) Leben zu geben, damit er einst in diesem Ozean in einem englischen Schiff segeln möge.“
Nachdem die Cimarrones durch einen Spion herausgefunden hatten, dass der Schatzmeister von Lima im Begriff war, Panamá mit einer Karawane zu verlassen, bereitete Drake einen Hinterhalt vor. Einige Meilen von Venta Cruces entfernt versteckten die Engländer und ihre Verbündeten sich beidseits des Trampelpfades, der Panamá und Venta Cruces verband. Um sich in der Dunkelheit erkennen zu können, trugen sie weiße Hemden über ihrer Kleidung. Ein betrunkener Seemann namens Robert Pike wanderte jedoch ins Freie, worauf die Spanier flohen. Drakes Männer erbeuteten lediglich einige Lamas, die zur Vorhut gehört hatten. Auf dem Rückweg zur Küste begegneten sie einer Gruppe spanischer Reisender. Bei dem folgenden Scharmützel wurden mehrere Spanier getötet, der Rest floh. Drake selbst wurde verwundet. Man zog sich zunächst nach Venta Cruces zurück.
In einem Haus befanden sich mehrere Frauen, die gerade Kinder geboren hatten und sich große Sorgen machten, besonders wegen der Cimarrones. Drake garantierte ihre Sicherheit und ließ sie, um Zwischenfälle zu vermeiden, bewachen. Ein Teilnehmer der Expedition sagte später: „Jenen, die von uns gefangengenommen wurden, taten wir niemals Gewalt an, nachdem sie unter unserer Kontrolle waren, sondern entließen sie entweder sofort in die Freiheit oder hielten sie noch für einige Zeit bei uns … Wir sorgten für ihre Ernährung wie für uns selbst und schützten sie vor der Wut der Cimarrones.“
Am 23. Februar 1573 kehrten sie zu den Schiffen zurück. Einen Monat später begegneten sie dem französischen Kapitän Guillaume Le Testu, der ihnen von dem Massaker am Bartholomäustag in Paris berichtete. Drake und le Testu beschlossen, zusammenzuarbeiten. Letzterer war vom Organisationsgrad der Engländer und besonders von deren engen Bindung mit den Cimarrones beeindruckt. Zu diesem Zeitpunkt waren noch 31 Engländer übrig. Sie hatten außer den Pinassen noch ein spanisches Schiff von etwa 20 Tonnen zur Verfügung, das zwischenzeitlich gekapert worden war. Le Testu besaß ein Schiff von etwa 80 Tonnen mit etwa 70 Mann Besatzung. Man kam überein, in der Nähe des Francisca-Flusses, etwa fünf Meilen östlich von Nombre de Dios, zu landen und die Schiffe zu verstecken. Dann wollte man einen weiteren Hinterhalt legen. Die Beute sollte ehrlich geteilt werden, und die Schiffe bekamen Anweisung, die Korsaren in der Nähe des Francisca-Flusses am 3. April wieder aufzunehmen. Der Marsch begann am 31. März 1573. Am 1. April stießen sie auf drei Maultierkarawanen mit insgesamt etwa 200 Tieren. Die Karawanen wurden von 45 Soldaten begleitet, die jedoch nur schwach bewaffnet waren. Einige der Soldaten liefen barfuß und leisteten nur geringen Widerstand. Ein Cimarrón wurde getötet, und le Testu wurde von einer Kugel in den Bauch getroffen.
Die Maultiere transportierten etwa 200.000 Pesos in Gold und Silber: „Jene, die Kapitän Testu begleiteten, nahmen, soviel sie nur tragen konnten; sogar die Sklaven, die die Tiere führten, feuerten sie an, aus Hass gegen die Spanier, und zeigten ihnen, wo das Gold war, damit sie nicht mit Silber herumspielen mögen. Da gab es Platten aus Gold, wie zwei verschiedene Siegel der Hoch-Kanzlei Frankreichs, manche von kastillianischen Dukaten, andere von Pistoles.“ Etwa 100.000 Pesos in Gold wurden zurück zu den Schiffen gebracht, und 15 Tonnen Silber wurden vergraben. Die Beute belief sich auf etwa 40.000 Pfund in Tudor-Währung. Das entsprach etwa einem Fünftel der jährlichen Steuereinnahmen der englischen Krone. Die Beute wurde wie vereinbart unter den Engländern und Franzosen geteilt. Le Testu war schwer verwundet und konnte nicht mithalten. Er wurde schließlich von den Spaniern eingeholt, die ihn enthaupteten und sein Herz herausschnitten.
Drake und seine Leute erreichten den Francisca-Fluss am 3. April, fanden dort aber statt ihrer Schiffe sieben spanische Schaluppen mit Artillerie und 85 Musketieren vor. Drake ließ ein Floß bauen (bezeichnet als „verrückte Konstruktion“) und machte sich dann zusammen mit einem Engländer und zwei Franzosen auf die Suche nach seinen Schiffen. Sie fanden sie etwa drei Meilen vor der Küste. Wie sich herausstellte, war ein Franzose in Testus Begleitung bei dessen Tod von den Spaniern gefangen genommen worden und hatte den Standort der Schiffe verraten, die daraufhin geflohen waren. Nachdem die restlichen Besatzungsmitglieder aufgenommen und die Beute geteilt worden war, segelten die Franzosen nach Hause. Der betrunkene französische Seemann wurde gefunden und berichtete ihnen von Le Testus Tod. Im Nachhinein wurden noch 13 der versteckten Silberbarren geborgen. Die Schiffe wurden instand gesetzt, und man bereitete sich auf die Rückreise vor. Drake lud die Cimarrones ein, sich Geschenke auszusuchen. Ihr Anführer Pedro Mandinga wählte ein goldenes Schwert, das Drake von le Testu erhalten hatte. Drake hätte das Schwert gern selbst behalten, schenkte es aber dann bereitwillig Pedro.
Die Rückkehr erfolgte am Sonntag, dem 9. August 1573. Sie erregte soviel Aufsehen, dass die Kongregation in der Kirche von St. Andrews mitten in der Messe die Kirche verließ, um Drake zu sehen. In der Zwischenzeit hatte sich das Verhältnis zwischen England und Spanien etwas entspannt. Man bedeutete Drake, dass es besser wäre, wenn er eine Zeit lang nicht auffiele. Daher ist nicht genau zu ermitteln, wo er sich während des Jahres 1574 aufgehalten hat. Möglicherweise nahm er an einer Handelsreise nach Hamburg teil. Ungefähr zu diesem Zeitpunkt nahm er seinen Vetter John Drake unter seine Fittiche. Der kinderlose Drake, der während seiner Zeit als Schiffsjunge selbst von seinem Kapitän als Sohn angesehen worden war, tat nun das gleiche für seinen Vetter.

## Unterstützung des Earl of Essex in Irland (1575)

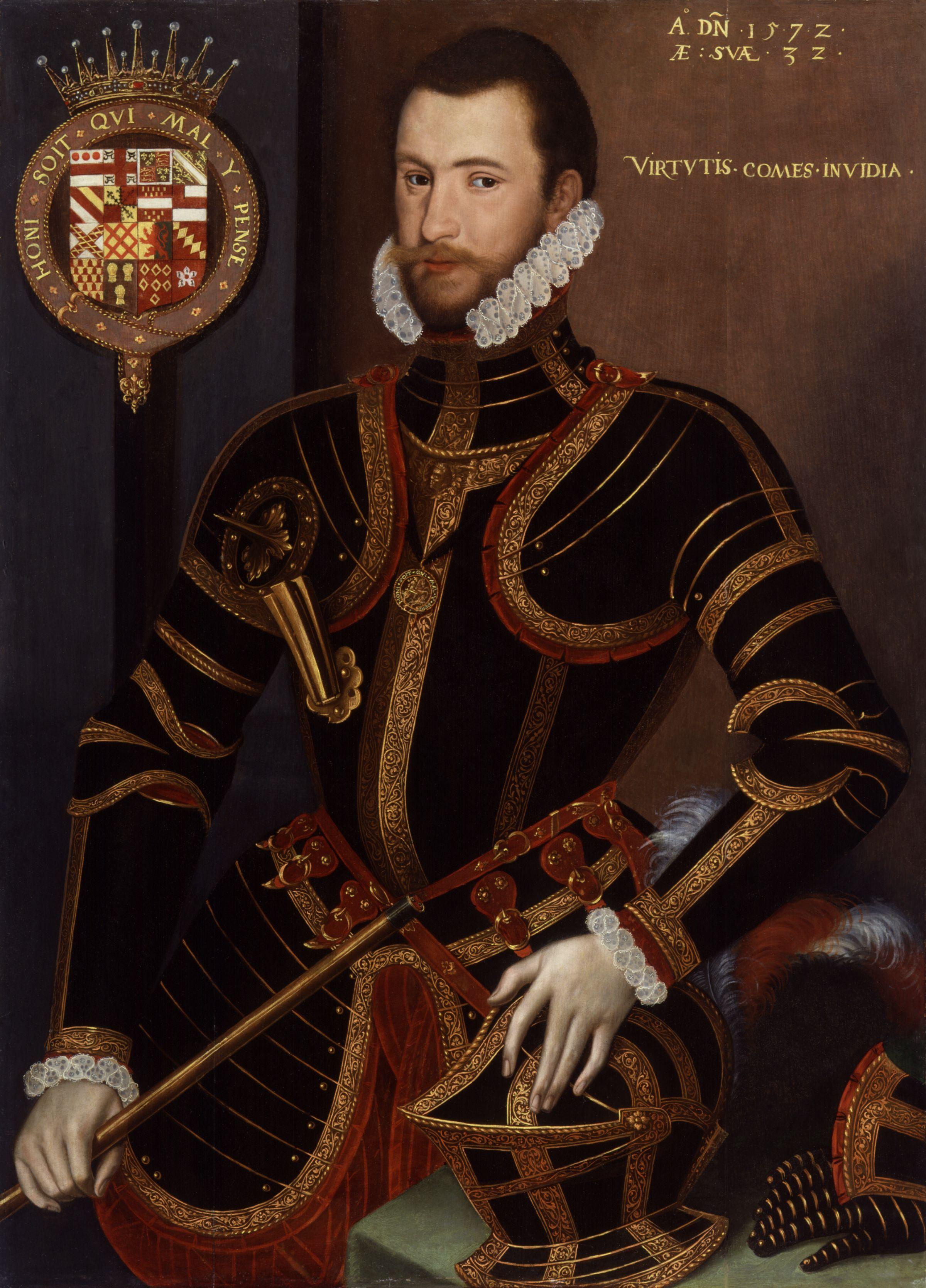
Porträt des Walter Devereux, 1. Earl of Essex, unbekannter Maler, 1572

Im Jahr 1575 wurde Drake von Walter Devereux, 1. Earl of Essex, für eine Unternehmung in Irland angeworben. Drake sollte Truppen nach Rathlin Island transportieren. Dort hatten die Söldner des schottischen McDonnell-Clans unter Sorley Boy McDonnell ihre Familien versteckt, um sie dem Zugriff der Engländer zu entziehen. Nach Abschluss der Aktion sollte Drake in den Gewässern zwischen der Insel und dem Mull of Kintyre patrouillieren, um zu verhindern, dass die Schotten in das Geschehen eingreifen bzw. die Insel später wieder einnehmen könnten. Zum Zwecke des Truppentransports stellte Drake drei der kleinen Schiffe zur Verfügung, die er auf seiner Reise nach Panamá den Spaniern abgenommen hatte.
Die Vorbereitungen begannen am 1. Mai 1575. Im Juli transportierte Drake den Söldnerführer John Norreys mit 300 Fuß- und 80 Kavallerie-Soldaten sowie Belagerungsgeräte nach Rathlin Island. Die Landung auf Rathlin Island folgte am 22. Juli, und die schottischen Verteidiger ergaben sich nach kurzer Zeit. Trotz der bedingungslosen Aufgabe ließ der Earl of Essex ein Exempel statuieren. Bei diesem unwürdigen Gemetzel wurden mehr als 600 Menschen grausam getötet. Die meisten von ihnen waren Frauen und Kinder. Verschont wurden lediglich die Söhne einiger schottischer Adliger, die als Geiseln festgehalten wurden. Drake kommandierte zu dieser Zeit eine kleine spanische „Fregata“, die auf den Namen Falcon getauft worden war. Das Schiff hatte eine Besatzung von 25 Mann inklusive Drake selbst und seines 13-jährigen Stewards John Drake. Daher kann man davon ausgehen, dass Drake mit den militärischen Operationen oder dem Massaker nichts zu tun hatte. Das Massaker wurde damals keineswegs kritisiert, im Gegenteil. Elisabeth gratulierte dem Earl of Essex, und es darf als sicher gelten, dass das Ganze als „abschreckendes Beispiel“ für potentielle Rebellen gedacht war.
Während seines Aufenthaltes in Irland lernte Drake einen Kaufmann namens James Sydae sowie einen Söldner namens Thomas Doughty kennen. Beide sollten einige Zeit später noch eine Rolle bei der berühmten Weltreise spielen. Drakes Rolle in Irland endete im September 1575, als er aus den Diensten des Earl of Essex entlassen wurde. Anfang 1576 kehrte er jedoch noch einmal zurück. Bei dieser Gelegenheit diskutierte er seine Pläne für eine Reise in den Pazifik mit Doughty und, was bedeutungsvoller war, mit dem Earl of Essex. Letzterer stellte ihm einen Einführungsbrief aus, mit dem er einige Zeit später nach London reiste, um seine Pläne dem führenden Staatsminister Francis Walsingham zu unterbreiten. Damit begannen die Vorbereitungen für seine berühmte Weltumsegelung.

## Weltumsegelung(The Famous Voyage)(1577–1580)
Am 13. Dezember 1577 brach Francis Drake mit der Pelican, die er später in Golden Hinde umbenannte, in Begleitung von vier Schiffen und mit über 150 Mann Besatzung zu einer Expedition mit unbekanntem Ziel auf. Bis heute ist nicht eindeutig geklärt, ob er den sagenumwobenen Südkontinent Terra Australis suchen oder die spanischen Städte an der Westküste Süd- und Mittelamerikas angreifen sollte. Möglich wäre auch die gezielte Suche nach der Nordwestpassage vom Pazifik aus. Ob er im Auftrag von Elisabeth I. handelte oder gar mit einem Kaperbrief ausgestattet war, lässt sich über die bekannten Quellen nicht eindeutig belegen.

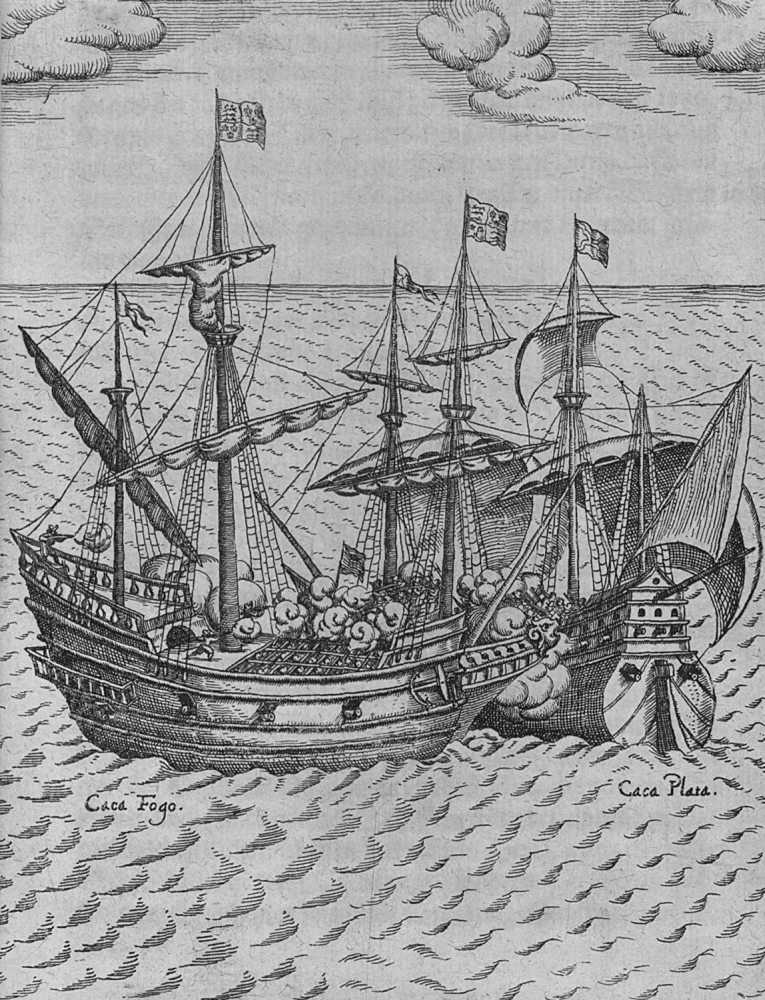
Kaperung der Cacafuego, Kupferstich von Levinus Hulsius, 1626

Drake steuerte zunächst die Magellanstraße an, musste jedoch schon auf dem Weg dorthin zwei Schiffe an der Ostküste Südamerikas aufgeben. Ein weiterer Zwischenfall betraf den mitsegelnden Adligen Thomas Doughty. Dieser zeigte sich wiederholt unzufrieden mit Drakes Anweisungen und Maßnahmen und versuchte auch die Mannschaft gegen ihren Anführer aufzuwiegeln. Während eines Zwischenstopps auf dem Weg zur Magellanstraße ließ Drake am 1. Juli 1578 in Puerto San Julián ein Kriegsgerichtsverfahren abhalten, in dessen Folge Doughty zum Tode verurteilt wurde. Einen Tag später wurde Doughty an Ort und Stelle exekutiert.
Nach der Durchquerung der Magellanstraße im September 1578 sank ein weiteres Schiff, und das verbliebene Geleitschiff trat die Rückreise nach England an, nachdem man sich in stürmischer See aus den Augen verloren und trotz Suche nicht mehr wiedergefunden hatte. Bei dieser Suche entdeckte Drake eine Insel, die er  Elisabeth Island nannte. Die verbreitete Ansicht, er habe damit Kap Hoorn entdeckt, beruht auf einer Publikation nach 1618, nachdem die Holländer Willem Cornelisz Schouten und Jacob Le Maire im Januar 1616 Kap Hoorn umsegelt hatten. Auf der Golden Hinde segelte Drake entlang der südamerikanischen Westküste gen Norden. Hierbei kaperte er zahlreiche spanische Schiffe und überfiel und plünderte spanische Siedlungen. Besonders waghalsig erscheint noch heute das Eindringen in den Hafen von Callao (der Hafen von Lima), am 15. Februar 1579, in dem rund 30 spanische Schiffe vor Anker lagen. Seine Beute war jedoch gering, vor allem im Vergleich zu der mit Schätzen aus der Neuen Welt voll beladenen Nuestra Señora de la Concepción. Die auch Cacafuego („Feuerscheißer“) genannte Galeone konnte entgegen der in der Geschichtsschreibung häufigen Schilderung ohne große Gegenwehr auf ihrem Weg nach Panamá gekapert werden.
Vollbeladen mit den geraubten spanischen Gold- und Silberschätzen, stand Drake vor der Rückkehr in die englische Heimat. Die erneute Durchquerung der Magellanstraße schloss er aus. Es blieb ihm die Suche nach der Nordwestpassage in den Atlantischen Ozean und alternativ die Überquerung des Pazifischen Ozeans. Nachdem er die Suche nach der Passage wegen des Kälteeinflusses der hohen nördlichen Breiten auf Mannschaft und Schiff hatte abbrechen müssen, landete er am 5. Juni 1579 an der Westküste Nordamerikas, unweit des heutigen San Francisco in einer Bucht, die später nach ihm „Drakes Bay“ benannt wurde. Da die dort lebenden Indianer freundlich auf die Fremden reagierten, nahm Drake das Land für die englische Krone in Besitz und nannte es „Nova Albion“. Der Entdeckung folgte jedoch, auch einige Jahre später, keine englische Besiedlung.
Schließlich überquerte Drake den Pazifik und segelte über einige Zwischenstationen bis Ternate auf den Gewürzinseln (den heutigen Molukken). Dort schloss er einen Handelsvertrag mit dem Sultan von Ternate ab. Nachdem Drake notwendige Reparaturen am Schiff hatte durchführen lassen, machte er sich auf die Rückreise. Ob er dabei an eine eventuelle Suche nach dem sagenhaften Südkontinent Terra Australis incognita dachte, ist nicht überliefert, es wäre aber möglich. Denn sein Gefolgsmann (lt. G. Sammet), der frühere französische Admiral Gaspard II. de Coligny, hatte den Kartografen Guillaume Le Testu mit dem Erarbeiten einer Weltkarte beauftragt, die er wohl gekannt hat. Sie erschien 1555 und zeigte in Nordwest-Australien noch unentdeckte Küsten.
Jedenfalls entging Drake nur knapp einer Katastrophe, als sein Schiff auf ein Riff lief. Es wurde notdürftig geflickt und man rettete sich nach Java im heutigen Indonesien. Gründlich repariert und proviantiert, begann schließlich die Rückreise in Richtung Afrika. In ununterbrochener Fahrt umrundete Drake am 15. Juni 1580 das Kap der Guten Hoffnung, um am 22. Juli die Küste von Sierra Leone zu erreichen. Am 26. September 1580 lief er nach 1.018 Tagen in den Sund von Plymouth ein. Er war damit der erste Engländer, dem die Weltumsegelung geglückt war, und der erste Kommandeur einer Weltumsegelungsflotte überhaupt, der am Anfangsort der Expedition lebend wieder anlangte. Ein Londoner Konsortium unter Führung von Thomas Gresham (dem Begründer der Londoner Börse), das die Reise finanziert hatte, erzielte über ihre Investition einen Gewinn von 4.700 Prozent.

## 1581 bis 1585

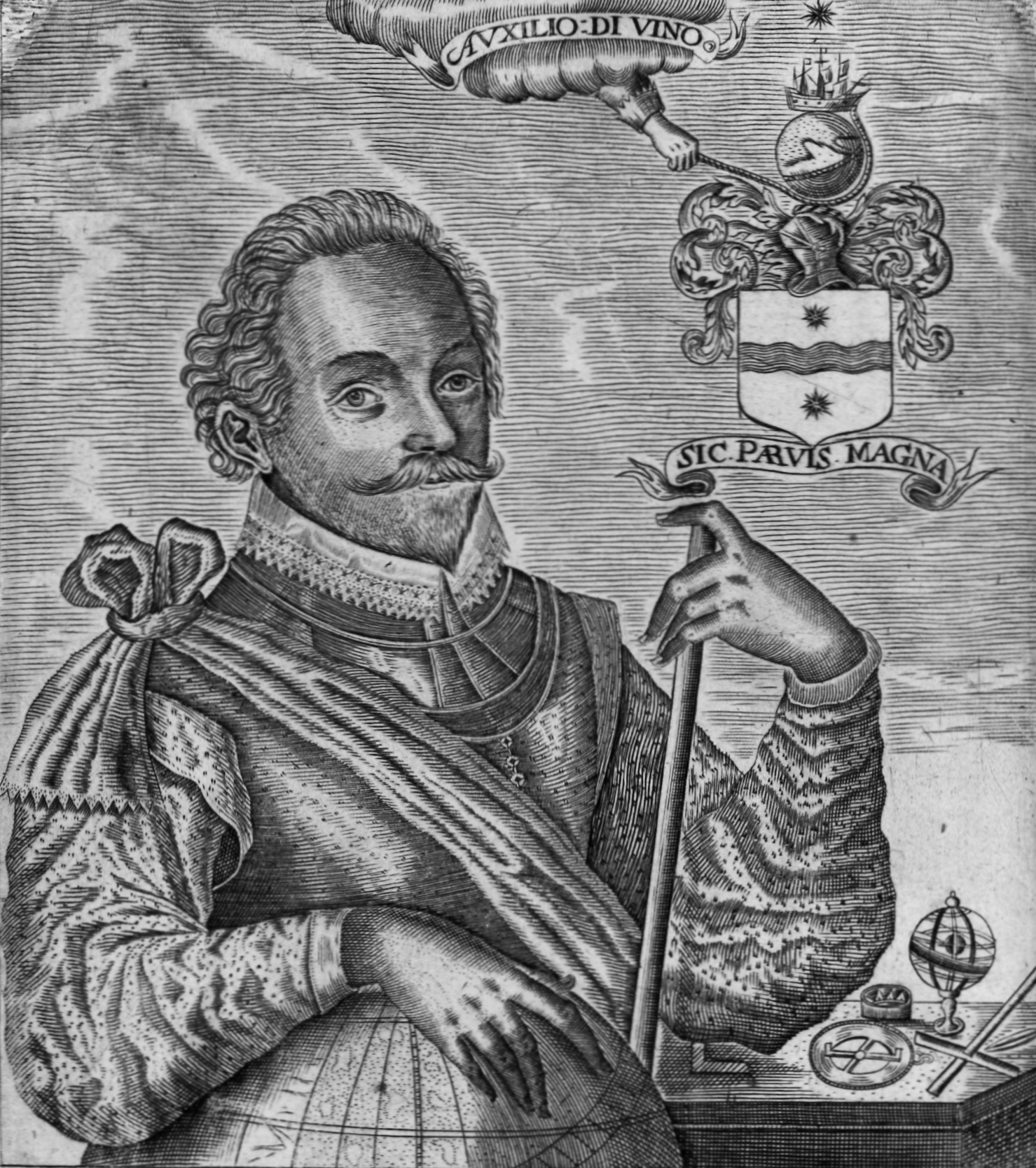
Sir Francis Drake mit seinem Wappen

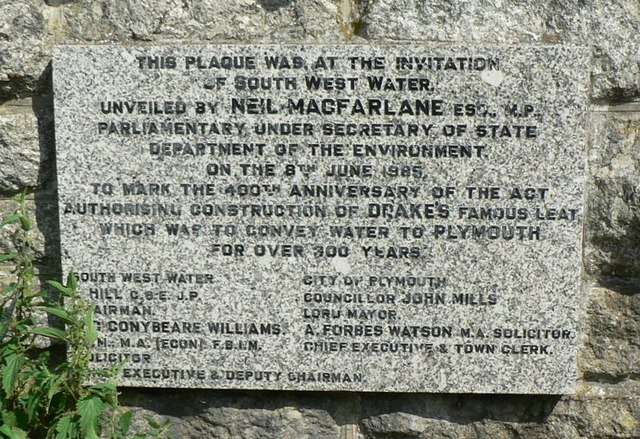
Diese Gedenktafel feiert den 400. Jahrestag der Verabschiedung eines Gesetzes zum Bau einer Wasserleitung von Dartmoor nach Plymouth im Jahre 1585, das auf einer Initiative des damaligen Bürgermeisters Sir Francis Drake beruhte

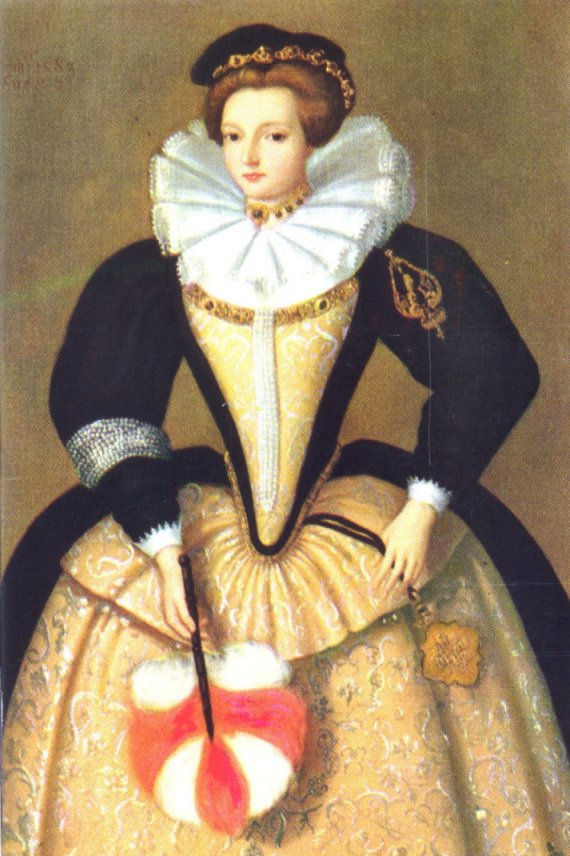
Elisabeth Sydenham, die zweite Ehefrau von Francis Drake

Am 4. April 1581 besichtigte Elisabeth I. die Golden Hinde in Deptford, einem Stadtteil im heutigen Londoner Stadtbezirk Lewisham. Elisabeth ging über eine Gangplanke an Bord, während eine große Menschenmenge sich versammelt hatte, um Drake zu sehen. Als hinter der Königin die Neugierigen an Bord des Schiffes drängten, brach die Gangplanke, und etwa 100 Menschen fielen in den Schlamm unterhalb des Schiffes. Verletzt wurde niemand. An Bord verlor Elisabeth eines ihrer Strumpfbänder, woraufhin Monsieur de Marchaumont (der Gesandte des Herzogs von Alençon) vortrat, das Band aufhob und es der Königin zurückgab. Elisabeth legte das Strumpfband vor den Augen des Gesandten wieder an und erklärte, sie werde es ihm später als Pfand überlassen, sobald sie es nicht mehr benötige. Nach einem Lunch an Bord des Schiffes kniete Drake mit gesenktem Haupt vor der Königin nieder. Sie nahm das Schwert und flüsterte: „Francis Drake, Ihr seid ein Schurke, und um meiner Ehre willen muss ich mich von Euch lossagen.“ Einen Augenblick später wandte sie sich an den französischen Gesandten „Ich bin überzeugt, dass Monsieur den Ritterschlag mit Freuden für mich ausführen wird.“ Schließlich führte der Gesandte den Ritterschlag durch, mit dem Drake für seine Verdienste und seine Loyalität gegenüber der englischen Krone geehrt wurde.
Noch im selben Jahr erhielt Drake einen Wappenschild, der auf einem blauen Schild einen gewellten Querbalken zwischen zwei Sternen zeigte, unter dem Motto Sic parvis magna („Vom Kleinen zum Großen“). Kurz zuvor, am 19. Dezember 1580, kaufte er die ehemalige Abtei Buckland Abbey, die zu seinem Haupt-Landsitz wurde. Am 1. August 1581 nahmen Drake und seine Frau das Gebäude in Besitz. Diesem Landsitz folgten noch weitere: Yarford, Sampford Spiney und Sherford. Drake entwickelte sich zu einem der größten Landbesitzer in Plymouth.
Im September 1581 wurde er für ein Jahr zum Bürgermeister von Plymouth gewählt. Während dieser Zeit war er unter anderem für den Bau einer Wasserleitung nach Plymouth verantwortlich.
Zwischenzeitlich hatte John Doughty, der Halbbruder des auf der Weltumsegelung hingerichteten Thomas Doughty, seinen Hass auf Drake weiter geschürt. Er versuchte, ein Gerichtsverfahren gegen Drake anzustrengen, doch das Verfahren wurde vom Gericht aufgehoben. Im Mai 1582 legte Drake eine Beschwerde gegen ihn ein, weil er in aller Öffentlichkeit erklärt hatte, dass „die Königin den arrogantesten Schurken, den widerlichsten Halunken, den falschesten Dieb und den grausamsten Mörder geehrt“ habe. Kurz darauf nahm Francis Walsinghams Geheimdienst einen gewissen Patrick Mason fest, der behauptete, dass der spanische Botschafter ihn angeheuert habe, um Doughty zu rekrutieren. Drake sollte entführt oder ermordet werden. Daraufhin wurde Doughty bis zum späten Oktober 1583 im Gefängnis Marshalsea inhaftiert.
1582 traf Drake ein Schicksalsschlag. Sein Vetter John Drake, der ihn auch nach der Weltreise noch begleitet und mit ihm gemeinsam den Königshof besucht hatte, wurde vermisst. John Drake hatte bei einer erneuten Reise, welche von Drake geplant und teilweise finanziert worden war, sein eigenes Schiff erhalten. Nachdem das Schiff in einem Sturm vom Rest der Flotte getrennt worden war, hatte John sich entschlossen, seinem Vetter Francis nachzueifern und eine Wiederholung der Weltreise von 1579 zu versuchen. Dabei war sein Schiff jedoch im Río de la Plata auf Grund gelaufen. John wurde danach von den Spaniern gefangen genommen. Er wurde zunächst in Fe Santa und Lima verhört. Er widerrief seinen Protestantismus und trat zum Katholizismus über. 1589 ging er im Büßerhemd in der Prozession der Autodafé in Cartagena mit. Sein Name wird zum letzten Mal 1650 in den offiziellen Dokumenten erwähnt. Auch in diesem Jahr ging er im Büßerhemd in der Autodafe-Prozession mit. Zu diesem Zeitpunkt war er 88 Jahre alt.
1583 starb Drakes Frau Mary. Zwischen 1584 und 1585 saß Drake als Abgeordneter seiner Heimatstadt im englischen Parlament. Gleichzeitig plante er immer wieder neue Unternehmungen, jedoch zumeist mit wenig Erfolg. Am 9. Februar 1585 heiratete er ein zweites Mal. Elisabeth Sydenham war 1562 geboren worden und damit gut 20 Jahre jünger als Drake.

## Erneute Kaperfahrt in der Karibik (1585–1586)

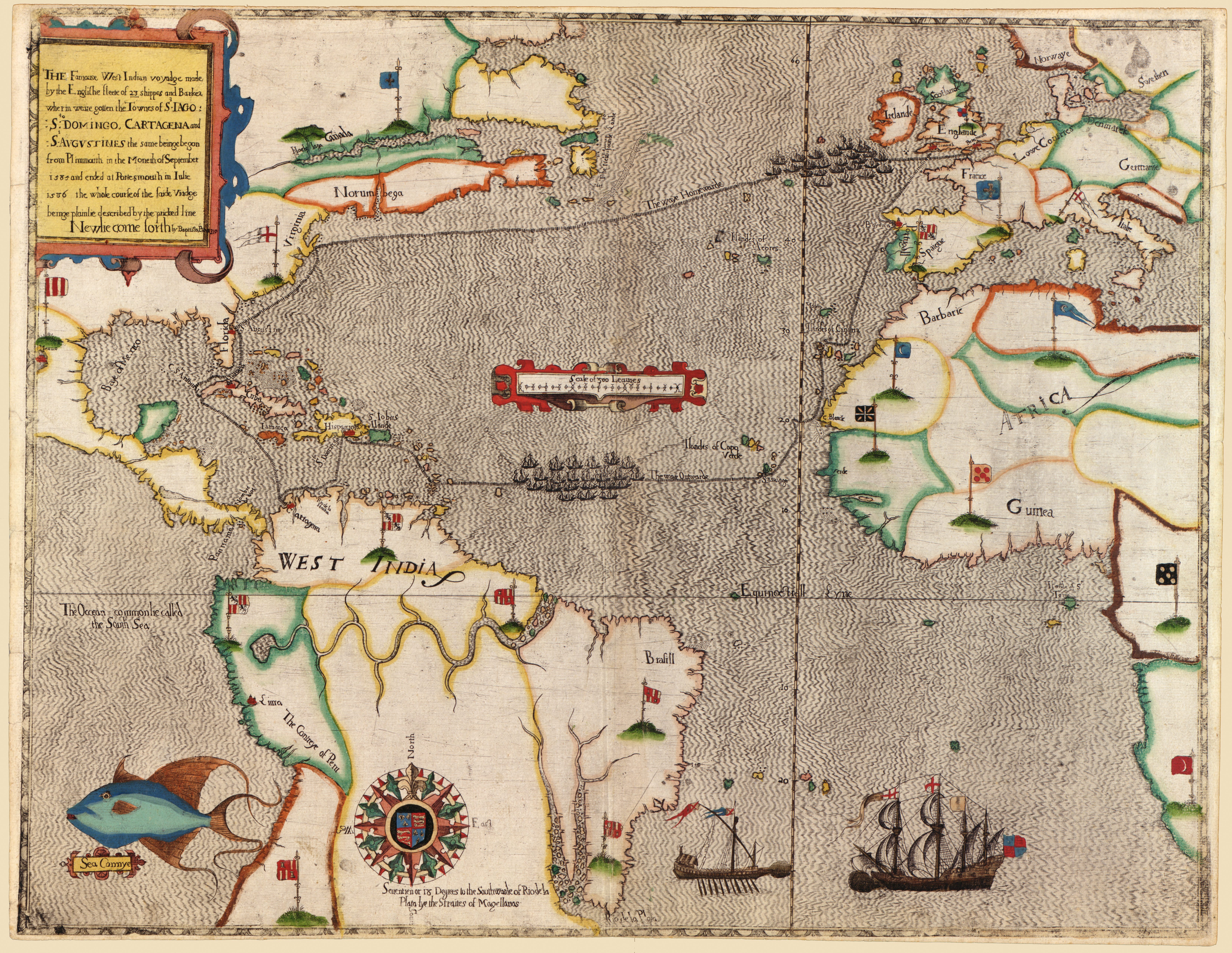
Sir Francis Drakes Route der Kaperfahrt durch die Karibik, handkolorierter Kupferstich von Giovanni Battista Boazio, 1589

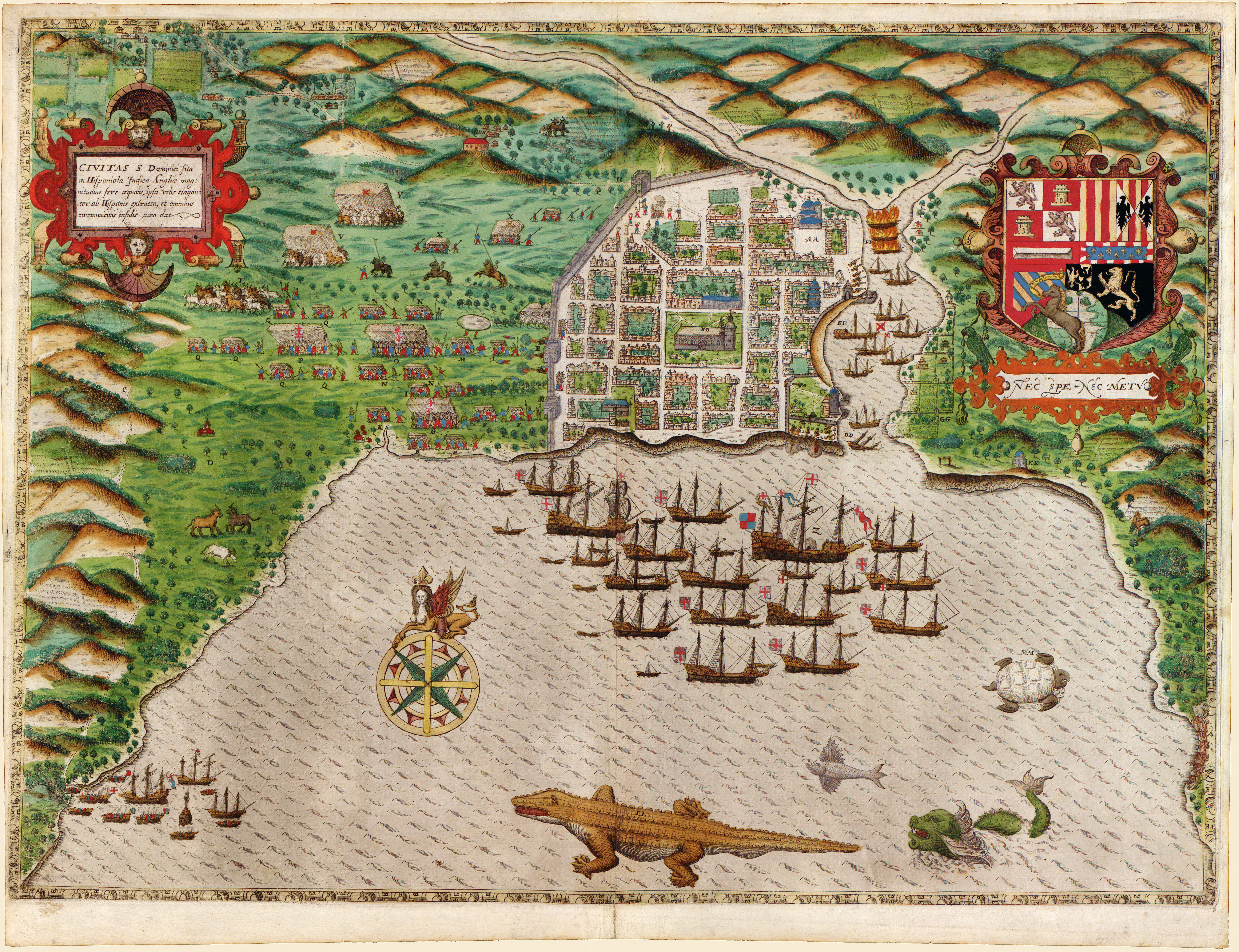
Angriff auf Santo Domingo, handkolorierter Kupferstich von Giovanni Battista Boazio, 1589

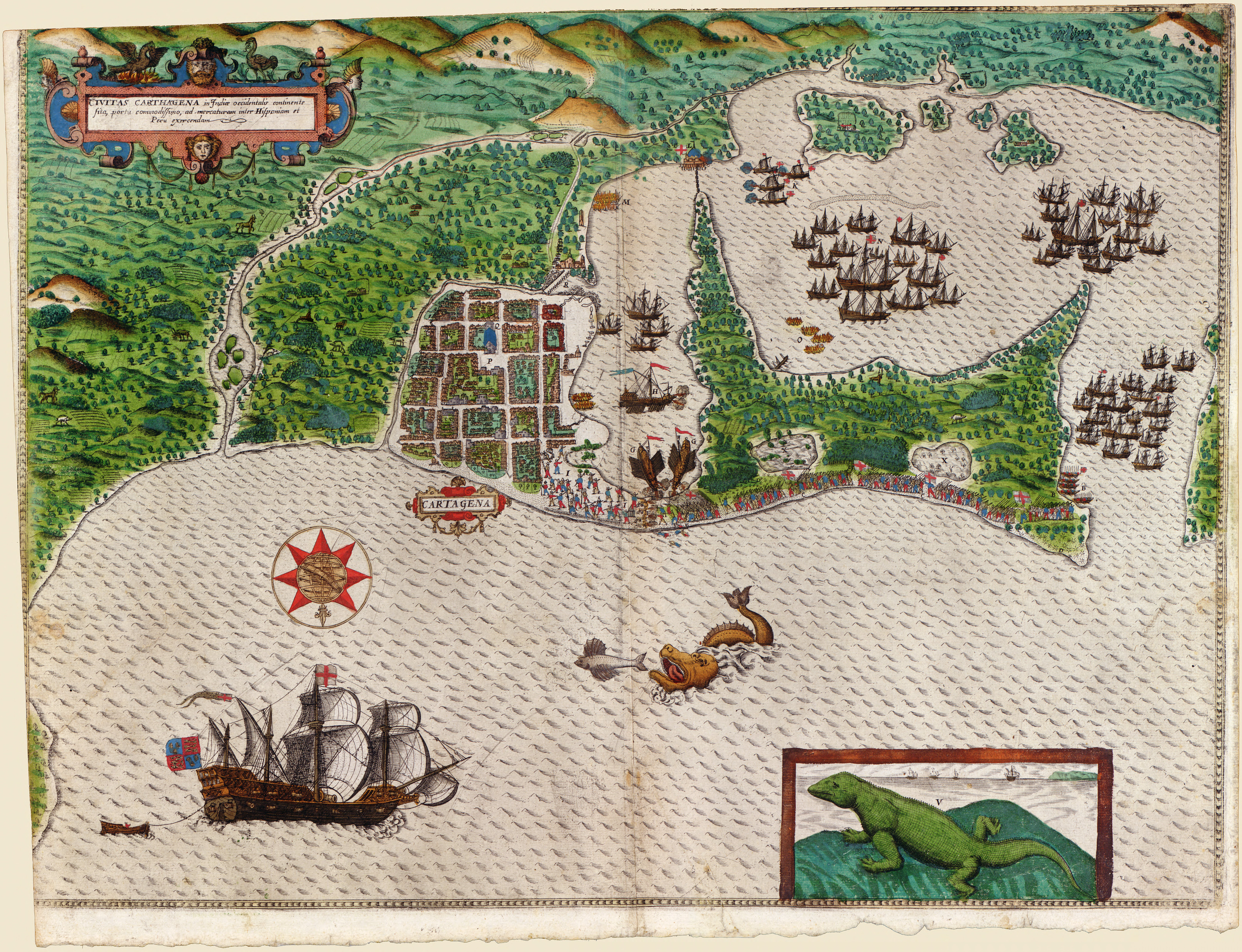
Angriff auf Cartagena, handkolorierter Kupferstich von Giovanni Battista Boazio, 1589

Als das Handelsschiff Primrose im Juni 1585 England erreichte, trat eine wesentliche Veränderung der politischen Lage ein. Kurz zuvor hatte es in Spanien eine Missernte gegeben. Aufgrund des verbesserten Klimas zwischen Spanien und England und angesichts der Notlage hatte Phillip bei Elisabeth um Hilfe nachgesucht. Daraufhin hatte Elisabeth die gesamte Handelsflotte der Stadt London mit Lebensmitteln nach Spanien beordert. Die Schiffe wurden jedoch kurz nach ihrer Ankunft von spanischen Soldaten gestürmt und beschlagnahmt. Nur der Primrose war nach einem heftigen Gefecht zwischen Soldaten und der Besatzung des Schiffes die Flucht gelungen. Einer der spanischen Gefangenen, der mit zurück nach England gebracht wurde, war der Gouverneur der Provinz Bizkaia. Er hatte einen schriftlichen Befehl bei sich gehabt, mit dem die Übernahme angeordnet worden war. Den Engländern war daraufhin klar, dass ein derartiger Befehl nur von Phillip persönlich gegeben worden sein konnte.
Am 1. Juli 1585 erhielt Drake eine Kommission ausgestellt, die ihn zum Angriff auf spanische Häfen und Schiffe berechtigte. Insgesamt 25 Schiffe und acht Pinnassen unterstanden seinem Kommando. Er selbst segelte an Bord der Elisabeth Bonaventure. Auf dieser Unternehmung wurde er von mehreren Veteranen der Golden Hinde begleitet, darunter seinem Bruder Thomas sowie Tom Moone, dem ehemaligen Schiffszimmermann. Die Schiffe liefen am 14. September 1585 aus und segelten in die Karibik. Drake griff Santo Domingo an. Hierbei kam es zu einem folgenschweren Zwischenfall. Wie schon oft zuvor hatte Drake Cimarrónes bei sich. Einer von ihnen war ein Junge, den Drake unter einer Parlamentärsflagge zur spanischen Seite hinüberschickte, um mit den spanischen Beamten Verhandlungen zu führen. Ein spanischer Soldat erkannte in dem Jungen einen Cimmarróne wieder und rammte ihm eine Pike durch den Leib. Der Junge kroch zurück zur englischen Seite und starb vor Drakes Füßen. Drake war außer sich vor Wut. Er ließ zwei dominikanische Mönche hängen und den Spaniern mitteilen, dass er jeden Tag zwei weitere Gefangene hängen lassen werde, wenn der Mörder nicht ausgeliefert werde oder die Spanier ihn nicht selbst aburteilen würden. Der Soldat wurde am nächsten Tag von den Spaniern vor den Augen Drakes erhängt. Daraufhin ließ Drake ein Drittel der Gebäude in Santo Domingo zerstören. Darunter befanden sich Klöster und Kirchen sowie das Schloss. Das Haus des Gouverneurs und die Kathedrale wurden ausgeplündert und alle Schiffe im Hafen in Brand gesteckt.
Als Nächstes griff Drake Cartagena an, wobei 28 Engländer und neun Spanier sowie eine Anzahl von Galeerensklaven und Indio-Hilfstruppen umkamen. Das Gefängnis von Cartagena wurde gestürmt. Hierbei wurden etwa 100 türkische Gefangene befreit, die später zurück nach England gebracht und zum Zweck der Verbesserung der Beziehungen mit dem Osmanischen Reich an einen Gesandten übergeben wurden. Zu diesem Zeitpunkt war John Drake bereits in Cartagena festgehalten worden. Er muss während des Angriffes aus der Stadt gebracht worden sein. Es ist jedoch unwahrscheinlich, dass Francis Drake bereits über die Festsetzung seines Vetters Kenntnis hatte. Offiziell wurde erst 1587 bekannt, dass sich John dort befand.
Drake hatte bis zu diesem Zeitpunkt zwei Drittel seiner Mannschaft durch Kämpfe und Krankheiten verloren. Er erkannte, dass Cartagena nur zu halten war, wenn Verstärkung aus England kommen würde. An den geplanten Angriff auf Panamá war nicht mehr zu denken. Er musste sich zurückziehen und die Heimreise antreten. Auf der Rückfahrt überfiel er noch St. Augustine an der Ostküste Floridas. Auch hier war die Beute nur gering. Schließlich segelte er weiter zur Insel Roanoke. Hier hatte Sir Walter Raleigh 1585 versucht, eine englische Kolonie zu gründen. Doch dieser Versuch war fehlgeschlagen (wie auch zwei spätere Unternehmungen). Die Indianer hatten sich unermüdlich gegen die weißen Eindringlinge zur Wehr gesetzt. So nahm Drake die verbliebenen Siedler an Bord und kehrte Ende Juli 1586 nach England zurück.
Für Drake und die Investoren der Reise war sie finanziell eine Katastrophe; am Ende standen 25 % Verlust zu Buche. Politisch war sie jedoch für die englische Krone ein Erfolg, da die Reise verheerende Auswirkungen auf die spanischen Finanzen hatte. Die Bank von Sevilla ging bankrott, die Bank von Venedig ging beinahe ebenso zugrunde. Papst Sixtus V. und die Herzöge von Savoyen (Karl Emanuel I.) und Toskana (Franz I.) verweigerten Philipp II. von Spanien weitere Kredite. Lord Burghley bemerkte: „Wahrlich … Sir Francis setzt dem König von Spanien mächtig zu!“

## Störung der Vorbereitungen der spanischen Invasion (1587)

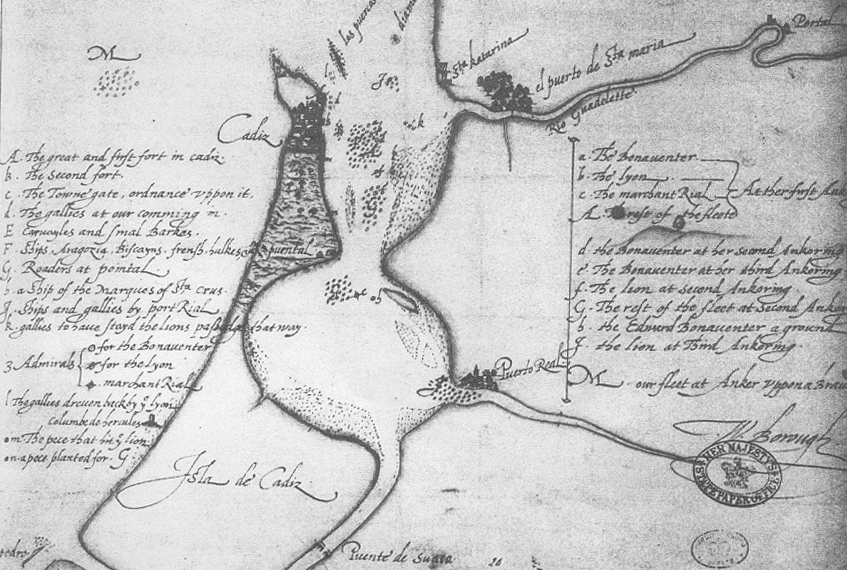
Skizze des Angriffs auf Cádiz, Arbeit von William Borough, Drakes Stellvertreter beim Angriff auf die Stadt, 1587

Spanien reagierte zunehmend gereizt auf die englischen Angriffe. Die Hinrichtung der katholischen Maria Stuart (befohlen von Elisabeth I.) am 8. Februar 1587 ließ den Anspruch von Philipp II. auf den englischen Thron weiter wachsen. Das vom Papst abgefallene England sollte endlich wieder rekatholisiert werden. Philipp II. ließ daher zur Invasion rüsten. Álvaro de Bazán, der Marquis von Santa Cruz, erhielt den Befehl zur Vorbereitung der Invasion. Er zog eine große Flotte im Hafen von Cádiz zusammen. Der englische Geheimdienst brachte schnell in Erfahrung, dass mit dem Auslaufen der Flotte bereits im Sommer 1587 zu rechnen sei.
Am 2. April 1587 verließ Drake, mit einer Kommission zum Angriff auf Cádiz versehen, den Hafen von Plymouth. An Bord der Elizabeth Bonaventure und mit einem Gefolge von 23 Schiffen fuhr er am 19. April direkt in den Hafen von Cádiz. Die Engländer kaperten, versenkten und verbrannten nach eigenen Angaben 37 Schiffe. Philipp II. wurde eine Liste mit 24 verlorenen Schiffen im Gesamtwert von 172.000 Dukaten vorgelegt. Drake befahl anschließend die Landung in Lagos (Portugal), was jedoch am heftigen Widerstand der Spanier scheiterte. Schließlich ließ er die Burg von Sagres (Portugal) einnehmen und einen Stützpunkt auf der Halbinsel errichten. Drei Wochen lang kreuzte die englische Flotte vor dem Kap St. Vinzenz und im offenen Meer, um sämtliche Schiffe abzufangen, die zur Ausstattung einer Armada Versorgungsgüter zur portugiesischen Hauptstadt Lissabon brachten. Weit über 100 Barken und kleine Karavellen unter 60 Tonnen wurden aufgebracht oder zerstört. Schließlich vernahm Drake das Gerücht von einer wertvollen Prise. Vor den portugiesischen Azoren fing er die São Felipe ab, eine portugiesische Karacke mit 1.400 Tonnen Wasserverdrängung aus Ostindien. Waren im Wert von 115.000 Pfund Sterling wurden erbeutet, das Prisengut brachte weitere 26.000 Pfund. Die englische Königin erhielt davon 40.000 Pfund, Drake 17.000 und der Rest wurde unter den Anteilseignern, den Offizieren und den Mannschaften verteilt. Das konsequente Unternehmen brachte die spanischen Invasionsvorbereitungen zunächst zum Erliegen.
Drake schrieb später: „Ich habe den Bart des spanischen Königs versengt!“ Der Papst urteilte: „Der König spielt mit seiner Armada herum, doch die Königin handelt in Ernsthaftigkeit. Wäre sie nur katholisch … sie wäre unsere meistgeliebte, denn sie ist von großem Wert! Seht nur diesen Drake: Wer ist er? Was für Kräfte hat er? Und dennoch hat er vor Gibraltar 25 von des Königs Schiffen verbrannt und noch einmal so viele in Lissabon! Er hat die Flotte beraubt, und Santo Domingo eingenommen. Sein Ruf ist so groß, dass seine Landsleute zu ihm strömen, um an seiner Beute teilzuhaben … Es tut uns leid, dies sagen zu müssen, aber wir haben keine hohe Meinung von dieser Spanischen Armada und befürchten ein Unglück!“

## Kampf gegen die Spanische Armada (1588)

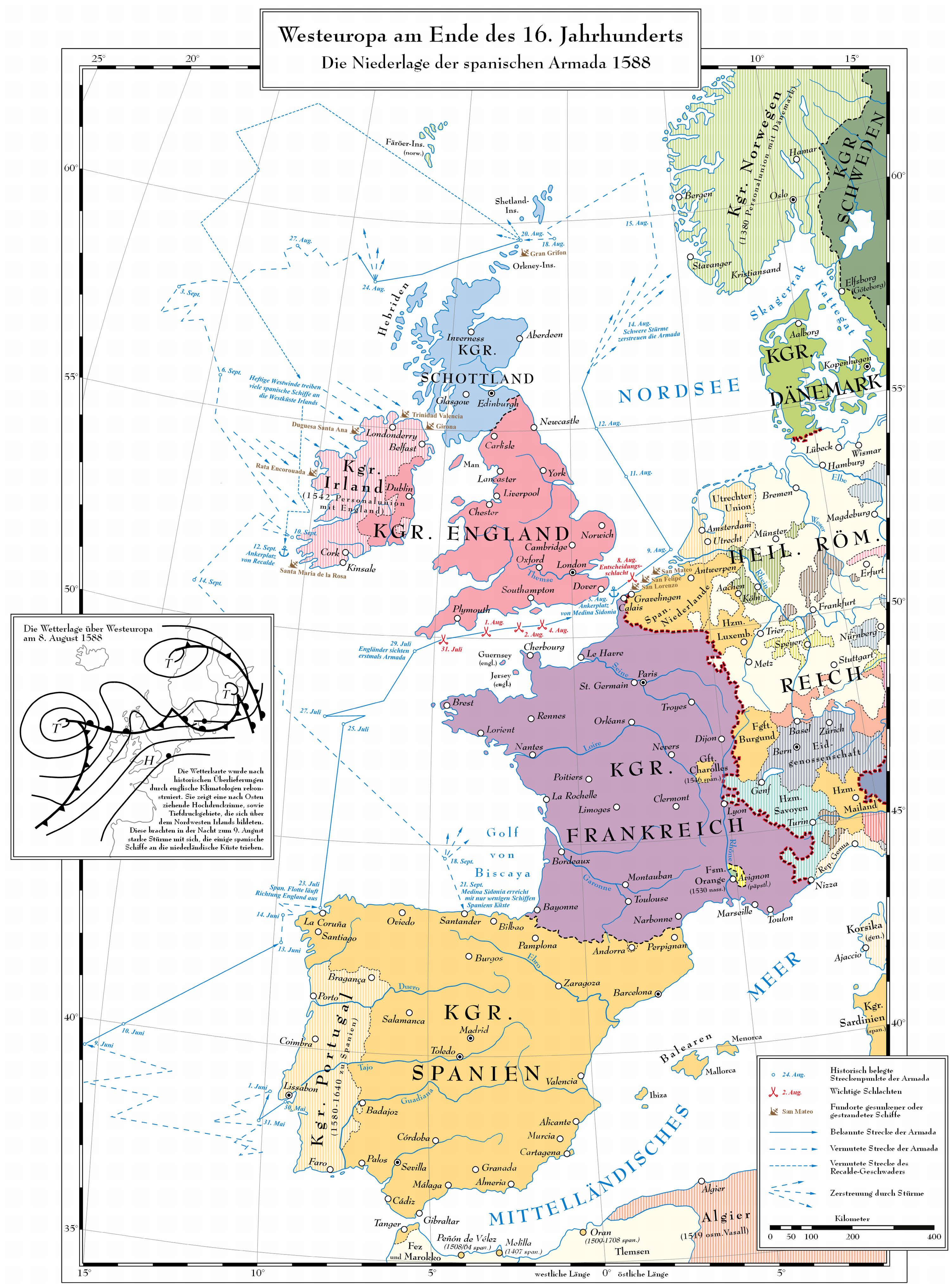
Die Route der Spanischen Armada

Ein Jahr später, im August 1588, war Sir Francis Drake als Vizeadmiral unter Lord Howard von Effingham maßgeblich am siegreichen Kampf gegen die Spanische Armada beteiligt. An Bord der Revenge war Drake für ein Geschwader aus 34 Schiffen verantwortlich. Drakes Glanzleistung während der zehn Tage anhaltenden Seeschlacht bestand unter anderem in der gezielten Ausschaltung der Nuestra Señora (des Flaggschiffs von Admiral Don Pedro de Valdes) sowie der Zerstörung einer weiteren Galeone (San Salvador). Er musste sich jedoch auch mangelnde Teamfähigkeit vorwerfen lassen, durch die beinahe das Flaggschiff des Lord High Admiral Charles Howard verloren gegangen wäre. Drake war auch an der Seeschlacht von Gravelines beteiligt, als er in der Nacht vom 7. zum 8. August Brander in Richtung der spanischen Flotte treiben ließ, die an der Küste von Dünkirchen in einer Flaute dalag. Die spanischen Verluste während dieser Schlacht waren so verheerend, dass man sich auf spanischer Seite zu einem (dann noch viel verlustreicheren) Rückzug um die Nordspitze Schottlands entschloss.

## Gegenarmada (1589)
Kurz nach der Niederlage der Spanischen Armada unterbreitete Sir Francis Drake der englischen Königin einen Plan, der die spanische Vormachtstellung zur See endgültig brechen sollte. Elisabeth I. willigte in die Unternehmung ein und beteiligte sich als Hauptaktionärin an den hohen Kosten für die Unternehmung. Sir Francis Drake, inzwischen zum Admiral befördert, wurde Befehlshaber einer Flotte aus 150 Schiffen. An Bord der Schiffe waren 18.000 Soldaten unter der Führung von Sir John Norreys. Zunächst sollten die spanischen Schiffe in Santander, San Sebastian und anderen Häfen vernichtet werden. Danach sollte in einem kombinierten Land- und Seeangriff Lissabon erobert werden, um so dem designierten portugiesischen König António von Crato zur Macht zu verhelfen. (→ Personalunion von Spanien und Portugal)
Doch Drake hielt sich nicht an den königlichen Befehl. Er überfiel die kleine Stadt A Coruña. Die Soldaten plünderten ein Weindepot und betranken sich. Drake war mit der Führung einer derartigen Großflotte überfordert. Bei Peniche (rund 80 Kilometer nordwestlich von Lissabon) wurde Norreys mit seinen Soldaten abgesetzt. Der Fußmarsch zur Hauptstadt dauerte jedoch mehrere Tage. Der Überraschungseffekt war dahin. Drake wollte die Stadt von der Seeseite bombardieren. Er wurde jedoch von widrigen Winden immer wieder abgetrieben. Aus reiner Wut und Verzweiflung ließ er schließlich die Stadt Vigo dem Erdboden gleichmachen.
Die Unternehmung war ein Fiasko. Eine sturmzerzauste Flotte kehrte nach England zurück. 12.000 Seeleute und Soldaten starben durch Kämpfe oder Krankheiten. Keines der gesteckten Ziele wurde auch nur annähernd erreicht. Elisabeth I. machte Drake zum Sündenbock und ließ ihn fallen. Die nächsten sechs Jahre musste sich Drake mit seinem Abgeordnetenposten im Parlament begnügen.

## Letzte Unternehmungen

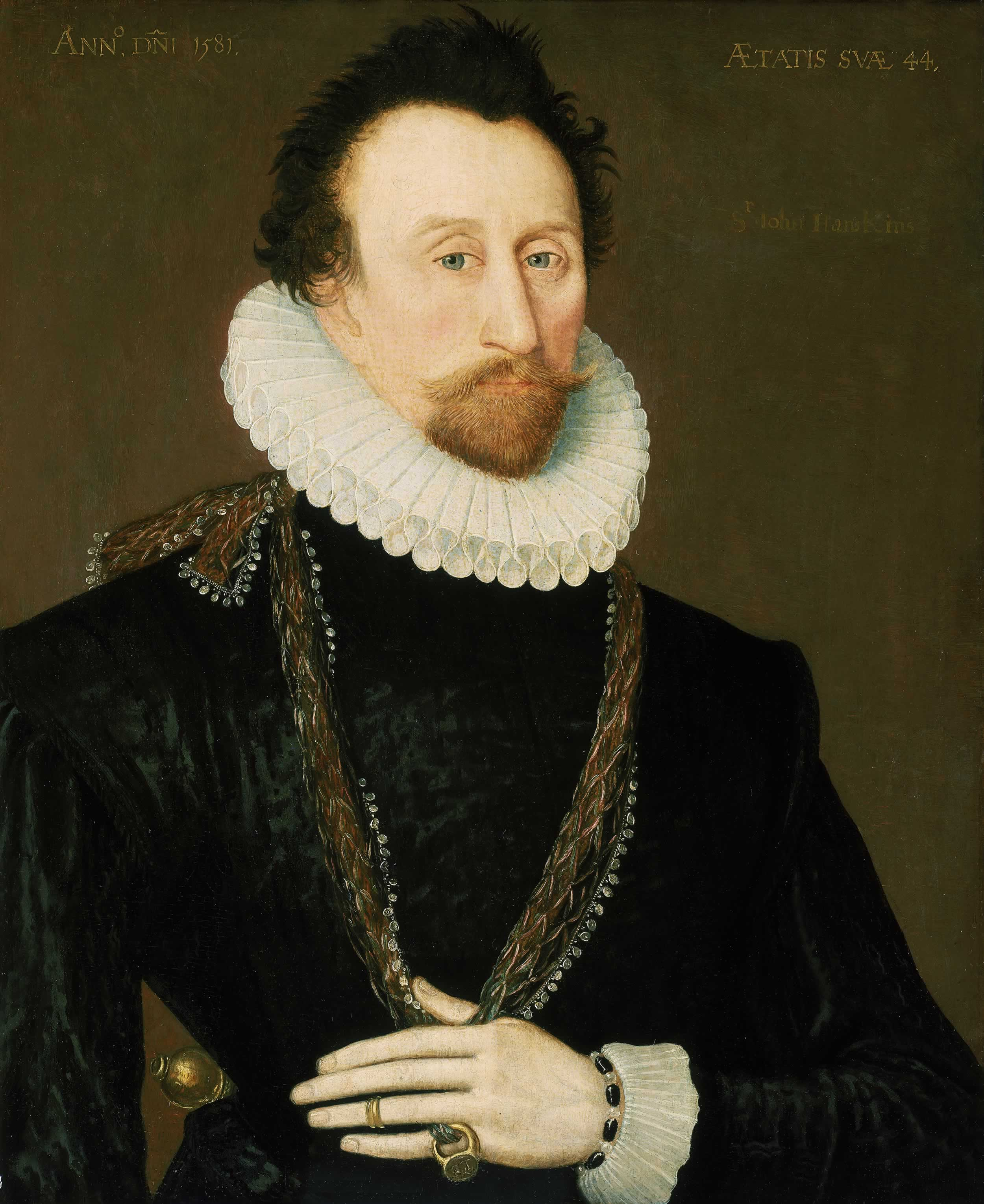
Sir John Hawkins, Porträt von 1581

1595 unternahm Drake erneut einen Beutezug gegen spanische Siedlungen in der Karibik. Als Anführer einer Streitmacht von 27 Schiffen mit 1500 Seeleuten und weiteren 1000 Soldaten sollte eine gekenterte Schatzgaleone vor San Juan geplündert und die Stadt Panamá eingenommen werden. Mit dabei war auch Drakes langjähriger Freund und Vetter Sir John Hawkins. Beide waren jedoch häufig im Streit über den Führungsanspruch, der erst durch den Tod Hawkins’ am 12. November 1595 abrupt ein Ende fand. Der Angriff auf San Juan musste aufgrund heftiger Gegenwehr der Spanier aufgegeben werden. Eine Lösegelderpressung nach der Eroberung Rio de la Hachas war erfolglos. Drake ließ voller Wut Nombre de Dios niederbrennen und schickte die Soldaten unter Führung William Baskervilles gen Panamá. Doch auch hier war die Gegenwehr groß. Eine geschlagene Armee kehrte unverrichteter Dinge zurück. Am 28. Januar 1596 starb Drake an Bord der Defiance vor Puerto Bello (dem heutigen Portobelo) an Dysenterie (Ruhr). Drakes Leichnam wurde in einer Seebestattung in einem Metallsarg dem Meer übergeben.

## Historische Bedeutung
Wenn auch Spanien und Portugal noch für einige Zeit die Weltmeere dominierten, prägte doch Francis Drake maßgeblich das Bild Englands als aufstrebende Seemacht. Es gelang ihm, den spanischen Welthandel zu stören. Die Spanier waren nun zu kostspieligen Schutzmaßnahmen gegen die englischen Kaperfahrten gezwungen. Er hatte auch Anteil daran, dass die spanische Invasion der Britischen Inseln scheiterte. All dies trug zum Aufstieg Englands zur Seemacht bei.
Zahlreiche Orte tragen zu Ehren Sir Francis Drakes den Namen des Engländers. So heißt die Wasserstraße zwischen der Südspitze Südamerikas (Kap Hoorn) und der Antarktis Drakestraße. Die Wasserstraße zwischen den Britischen Jungferninseln wird Sir-Francis-Drake-Kanal genannt. Die Insel St. Michael’s Island im Plymouth Sound wurde bereits 1583 in Drake’s Island umbenannt, der Drake-Gletscher liegt in Antarktika, eine Bucht vor San Francisco sowie eine Bucht vor Costa Rica tragen den Namen Drakes Bay.

## Francis Drake als historische Figur

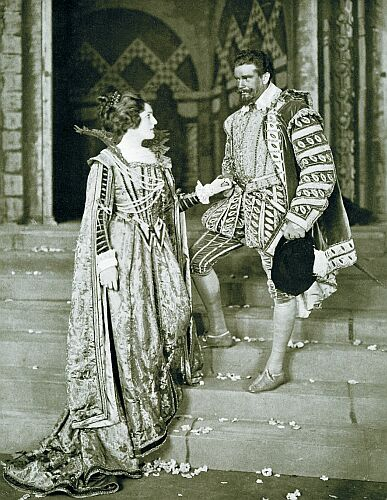
Amy Brandon-Thomas als Elisabeth Sydenham (Lady Drake) und Lyn Harding als Sir Francis Drake in Louis N. Parkers Drake am Her Majesty’s Theatre, London, 1912

### Belletristik
- Mac P. Lorne: Der Pirat. Ein Francis-Drake-Roman. Knaur-Verlag, München 2016, ISBN 978-3-426-51748-2.
- Andreas Venzke: Tagebuch des Heinrich Hasebeck: Gasparan oder Die letzte Fahrt des Francis Drake. Benziger-Verlag, Zürich 1996, ISBN 3-545-36531-X. (Literarische Darstellung des Freibeuterwesens im elisabethanischen Zeitalter)
- Hanns Kneifel: Ich, Francis Drake. Heyne Verlag, München 2005, ISBN 3-453-87806-X.
- In der Heftromanserie Seewölfe, Korsaren der Weltmeere aus dem Pabel-Moewig-Verlag spielt er in zahlreichen Folgen eine wichtige, wenn auch oft zwiespältige Nebenrolle.
- Einige Comics, speziell von Don Rosa, führen Sir Francis Drake als Gründer von Fort Entenhausen auf.
- Johannes K. Soyener, Wolfram zu Mondfeld: Der Meister des Siebten Siegels. Bastei-Lübbe, Bergisch Gladbach 1996, ISBN 3-404-12586-X. (Francis Drake tritt in diesem Roman als Nebenfigur auf. Behandelt werden im historischen Kontext einige Etappen seines Lebens von der Weltumsegelung über den Ritterschlag bis zum Kampf gegen die Spanische Armada)

### Im Film
- Im Film Der Herr der sieben Meere (The Sea Hawk, USA 1940) spielt Errol Flynn einen Freibeuter, dessen Geschichte deutlich an die Drakes angelehnt ist.
- Der Film Der Pirat der sieben Meere (Seven Seas to Calais, I/USA 1962) mit Rod Taylor in der Hauptrolle basiert auf Drakes Leben bis zur Seeschlacht gegen die Spanische Armada.

Außerdem:
- Zur Sendereihe Sphinx – Geheimnisse der Geschichte gehört die 45-minütige Dokumentation Piratengold für England. Die Abenteuer des Francis Drake.
- Die Fernsehserie (26 Episoden à 25 Minuten) Die Abenteuer des Sir Francis Drake (Sir Francis Drake, Großbritannien 1962/63) handelt von fiktiven Abenteuern Francis Drakes (gespielt von Terence Morgan). In der Bundesrepublik Deutschland wurde die Serie 1967 in 13 Episoden und in der DDR 1975 erstmals in sechs Episoden ausgestrahlt.
- Der US-amerikanisch-bulgarische Fernsehfilm Die unglaubliche Reise des Sir Francis Drake aus dem Jahr 2009 erweitert seine Geschichte nach 1592 um Fantasy-Einflüsse und der fiktiven Tochter Isabella.
- Die zweiteilige ZDF-Dokumentation Piraten aus dem Jahr 2015 befasst sich in der ersten Episode ausführlich mit dem Leben sowie der Weltumsegelung Francis Drakes.

### Im Videospiel
- Im Videospiel Uncharted: Drakes Schicksal (Uncharted: Drakes Fortune, USA 2007, Naughty Dog) stellt Sir Francis Drake den direkten Vorfahren des Videospiel-Helden und Schatzjägers Nathan Drake dar. Es werden diverse Notizen von Francis Drake im Videospiel dargeboten und auch über Kämpfe gegen Spanien berichtet.
- Auch im dritten Teil Uncharted 3: Drake’s Deception (USA 2011, Naughty Dog) begibt sich der Videospiel-Held Nathan Drake wieder auf die Spuren seines Vorfahren, unter anderem nach Cartagena/Kolumbien.
- Im vierten Teil der Serie, Uncharted 4: A Thief’s End (USA 2016, Naughty Dog) ist Nathan Drake auf der Suche nach dem verlorenen Piratenschatz von Henry Avery und dessen Piratensiedlung (New Libertalia). Francis Drake spielt auch hier wieder insofern eine Rolle, da man zahlreiche Notizen von ihm im Spielverlauf finden kann.
- Im Videospiel Assassin’s Creed lV: Black Flag, kann man Kleidung, Pistolen und Schwerter von Francis Drake finden.